# Hệ thống đánh tên máy bay quân sự Nhật Bản
Hệ thống đánh mã máy bay quân sự của Nhật Bản trong thời kỳ Đế quốc (trước 1945) bao gồm hệ thống cho mỗi đơn vị vũ trang. Điều này dẫn đến việc sử dụng tên mã của Đồng minh trong Thế chiến thứ hai, và những tên mã này vẫn được biết đến nhiều hơn trong các văn bản tiếng Anh hơn là tên thật của Nhật đối với các máy bay này. Một số hệ thống khác nhau được sử dụng đồng thời. 

## Không lực Hải quân Đế quốc Nhật
Không lực Hải quân Đế quốc Nhật Bản (大日本帝國海軍航空隊 Dai-Nippon Teikoku Kaigun Koukuu-tai) đã sử dụng nhiều hệ thống đặt tên máy bay khác nhau cùng một lúc.
- Giữa năm 1931 và 1945, máy bay có số Shi chỉ định đặc điểm kỹ thuật mà chúng được thiết kế.
- Hệ thống kiểu(shiki) dài và mã mẫu từ năm 1920 đến 1943
- Một hệ thống chỉ định ngắn tương tự như của Hải quân Hoa Kỳ sử dụng giữa cuối những năm 1920 đến 1945
- Một hệ thống tên phổ biến được giới thiệu để thay thế các số kiểu từ năm 1943 đến 1945.

### Số kỹ thuậtShi
Thông số kỹ thuật của Hải quân Nhật Bản từ năm 1931 được đưa ra một số thí nghiêm (số Shi), dựa trên năm triều đại của Thiên Hoàng, đặc điểm kỹ thuật được ban hành. Vì nhiều thông số kỹ thuật có thể được ban hành trong một năm, con số này đã được xác định rõ ràng bằng mục đích máy bay.
Trong thời gian hệ thống chỉ định này được sử dụng,Thiên Hoàng được đề cập là Hirohito, Hoàng đế Chiêu Hòa, do đó số năm Chiêu Hòa được sử dụng, bắt đầu từ năm 1926.
Ví dụ: Thông số cho thiết kế máy bay Mitsubishi A6M Zero được đề ra vào năm 1937 nhằm thiết kế máy bay chiến đấu trên tàu sân bay. Do năm đó là năm trị vì thứ 12 của Thiên Hoàng Chiêu Hòa(Hirohito) cái tên shi của nó là thông số máy bay chiến trên tàu sân bay 12-shi.

### Hệ thốngShikidài và mã Mẫu
Sau năm 1929, các loại máy bay được đặt cho một mã 式 ( Shiki, Có thể dịch là Mẫu, Kiểu hay Loại) dựa trên hai chữ số cuối của năm lịch Nhật được tính từ ngày thành lập thần thoại của Nhật Bản vào năm 660 trước công nguyên bởi Thiên Hoàng Jimmu. Thêm vào sau là một mô tả ngắn gọn về chức năng của máy bay.
Tiếp tục với ví dụ chiếc Zero, Nó lấy tên Zero(0) vì được đưa vào phục vụ năm 1940 tương đương với năm 2600 của Nhật Bản, do đó nó được chỉ định Máy bay chiến đấu trên tàu sân bay kiểu 0 (零式艦上戦闘機). (Do viết theo ngữ pháp của tiếng Việt nên phần chức năng được đưa lên đầu còn đúng theo quy chuẩn Nhật sẽ là Kiểu 0 Máy bay chiến đấu trên tàu sân bay).
Số mẫu được thêm vào để hiển thị các loại phụ. Vào cuối những năm 1930, đây là hai chữ số, số đầu tiên chỉ sửa đổi về khung máy bay, số kia chỉ các phiên bản động cơ. Máy bay chiến đấu Kiểu 0 Mẫu 52 chỉ đây là phiên bản khung thứ 5, động cơ thứ 2 (Động cơ Sakae 21).
Hệ thống này đã bị loại bỏ vào năm 1943 sau khi Hải quận khẳng định rằng nó đã cho đi quá nhiều thông tin về chiếc máy bay.

### Hệ thống ngắn
Vào cuối những năm 1920, một lược đồ chỉ định ngắn đã được áp dụng, tương tự như hệ thống chỉ định máy bay Hải quân Hoa Kỳ năm 1922. Đề án này sử dụng một hoặc hai kí tự để chỉ định loại máy bay, một số để cho biết số trong chuỗi loại máy bay đó, và cuối cùng là một chữ để chỉ định nhà sản xuất. Không giống như hệ thống của Hải quân Hoa Kỳ, hệ thống của Nhật không có chuỗi số khác nhau cho từng nhà sản xuất và không bỏ qua số "1".
Do đó, chiếc Zero trong hệ thống chỉ định này là A6M, có nghĩa là loại máy bay chiến đấu trên tàu sân bay đời thứ sáu thuộc hệ thống chỉ định này và nó được chế tạo bởi Mitsubishi.
Các biến thể được biểu thị bằng một số bổ sung ở cuối; thay đổi về mục đích được chỉ định bằng một dấu gạch ngang và sau đó là chữ cái mới. A6M2-N là phiên bản thứ hai của chiếc Zero được dùng làm thủy phi cơ chiến đấu
Đôi khi hai chiếc máy bay được đặt hàng từ các nhà sản xuất khác nhau đến cùng một đặc điểm kỹ thuật cùng một lúc, nhằm đề phòng thiết kế chính không đạt yêu cầu. Trong trường hợp này, số trong chuỗi được sử dụng chung cho cả hai.
Dữ liệu từ:Japanese Military Aircraft Designations
| Kí tự | Tên         | Romanji             | Loại máy bay                                                                        |
| ----- | ----------- | ------------------- | ----------------------------------------------------------------------------------- |
| A     | 艦上戦闘機  | Kanjyo Sento-ki     | Máy bay chiến đấu trên tàu sân bay                                                  |
| B     | 艦上攻撃機  | Kanjyo Kougeki-ki   | Máy bay tấn công trên tàu san bay                                                   |
| C     | 艦上偵察機  | Kanjyo Teisatsu-ki  | Máy bay trinh sát trên tàu sân bay                                                  |
| D     | 艦 上爆撃機 | Kanjyo Bakugeki-ki  | Máy bay ném bom (bổ nhào) trên tàu sân bay                                          |
| E     | 水上偵察機  | Suijyo Teisatsu-ki  | Thủy phi cơ trinh sát gắn trên tàu                                                  |
| F     | 水上観測機  | Suijyo Kansoku-ki   | Thủy phi cơ quan sát gắn trên tàu                                                   |
| G     | 陸上攻撃機  | Rikujo Kougeki-ki   | Máy bay tấn công trên cạn                                                           |
| H     | 飛行艇      | Hiko-tei            | Tàu bay                                                                             |
| J     | 陸上戦闘機  | Rikujyo Sento-ki    | Máy bay chiến đấu trên cạn                                                          |
| K     | 練習機      | Renshuu-ki          | Máy bay huấn luyện                                                                  |
| L     | 輸送機      | Yuso-ki             | Máy bay vận tải                                                                     |
| M     | 特殊機      | Tokushu-ki          | Máy bay đặc biệt                                                                    |
| MX    | 特殊機 実験 | Tokushu-ki (Jikken) | Máy bay đặc biệt (Thử nghiệm)                                                       |
| N     | 水上戦闘機  | Suijyo Sento-ki     | Thủy phi cơ chiến đấu                                                               |
| P     | 陸上爆撃機  | Rikujyo Bakugeki-ki | Máy bay ném bom trên cạn                                                            |
| Q     | 哨戒機      | Shokaiki            | Máy bay tuần tra                                                                    |
| R     | 陸上偵察機  | Rikujyo Teisatsu-ki | Máy bay trinh sát trên cạn                                                          |
| S     | 夜間戦闘機  | Yakan Sento-ki      | Máy bay chiến đấu đêm                                                               |
| X     |             |                     | Máy bay thử nghiệm hay nhập khẩu dùng để thí nghiệm (dùng chung với các mã còn lại) |

| Kí tự | Nhà sản xuất              |
| ----- | ------------------------- |
| A     | Aichi                     |
| A     | North American Aviation   |
| B     | Boeing                    |
| C     | Consolidated Aircraft     |
| D     | Showa                     |
| D     | Douglas Aircraft          |
| F     | Grumman                   |
| G     | Hitachi Kokuki            |
| G     | Goodyear                  |
| H     | Hiro                      |
| H     | Hawker                    |
| He    | Heinkel                   |
| J     | Nihon Kogata Hikoki       |
| J     | Junkers                   |
| K     | Kawanishi                 |
| K     | Kinner                    |
| M     | Mitsubishi                |
| M     | Airspeed                  |
| N     | Nakajima                  |
| P     | Nihon                     |
| S     | Sasebo                    |
| Si    | Showa                     |
| V     | Vought-Sikorsky           |
| W     | Watanabe                  |
| W     | Kyushu                    |
| Y     | Yokosuka/Kugisho          |
| Z     | Mizuno Guraida Seisakusho |

### Tên chính thức
Sau tháng 7 năm 1943, Hải quân thay hệ thống chỉ định Shiki bằng hệ thống đặt tên thông dụng. Những tên này được đưa ra dựa theo một lượt đồ dựa trên vai trò của máy bay:
Máy bay chiến đấu: Thời tiết và tên khí tượng 
- Máy bay chiến đấu trên tàu sân bay và thủy phi cơ chiến đấu: Tên gió thường kết thúc bằng pu hoặc fu (風 Phong?)
  - Ví dụ: Reppu (烈風, Liệt Phong)
- Máy bay tiêm kích: Tên sét kết thúc bằng den (電 Sét?)
  - Ví dụ: Shinden (紫電, Tử Sét)
- Máy bay chiến đấu đêm: Tên ánh sáng kết thúc bằng ko (光 Quang?)
  - Ví dụ: Denko (電光, Điện Quang)

Máy bay tấn công: Tên núi kết thúc bằng zan (山 Sơn)
- Ví dụ: Tenzan (天山, Thiên Sơn)

Máy bay ném bom: Tên sao hoặc chòm sao thường kết thúc bằng sei (星 Tinh)
- Ví dụ: Ryusei (流星, Lưu Tinh)

Máy bay tuần tra: Tên biển hoặc đại dương kết thúc bằng kai (海 Hải)
- Ví dụ: Tokai (東海, Đông Hải)

Máy bay trinh sát: Tên đám mây kết thúc bằng un (雲 Vân)
- Ví dụ: Saiun (彩雲, Thái Vân)

Máy bay huấn luyện: Cây gỗ, cỏ và hoa 
- Ví dụ: Shiragiku (白菊, Bạch Cúc)

Máy bay vận tải: Tên bầu trời kết thúc bằng ku (空 Không)
- Ví dụ: Seiku (晴空, Tình Không)

Khác: Tên cảnh quan
- Ví dụ: Ginga (銀河, Ngân hà)

Máy bay cảm tử Kamikaze: Tên hoa kết thúc bằng ka (花 Hoa)
- Ví dụ: Ohka (櫻花, Anh Đào)

Trường hợp đặc biệt bao gồm máy bay sử dụng hệ thống đảy không thông dụng (tức là không sử dụng cánh quạt) như máy bay tiêm kích tên lửa Shūsui (dich thơ là "đao sắt"), và máy bay được triển khai một cách khác thường như Máy bay tấn công đặc biệt Seiran ("Tinh Sơn", triển khai từ tàu ngầm để tấn công mục tiêu phía sau tiền tuyến và dự kiến sẽ bị bỏ rơi khi trở về với các tàu mẹ).

## Không lực Lục quân Đế quốc Nhật
Không lực Lục quân Đế quốc Nhật (大日本帝國陸軍航空隊 Dai Nippon Teikoku Rikugun Kōkūtai) hay còn gọi là Không quân Lục quân Nhật (大日本帝國陸軍航空部隊 Dainippon Teikoku Rikugun Kōkūbutai?)  sử dụng một hệ thống đơn giản dựa trên năm phục vụ và kiểu, gần giống với hệ thống kiểu dài và mã mô hình của Hải quân. Hệ thống này được sử dụng từ năm 1927. Chỉ định "Ki" (キ; viết tắt của kitai(機体) = khung máy bay) cũng được sử dụng và trở nên ưu chuộng trong những năm sau đó.

### Hệ thốngShikidài và mã Mẫu
Giống như Hải quân, phần đầu tiên của tên gọi là một loại số có hai chữ số dựa trên năm Nhật Bản mà máy bay được đưa vào phục vụ. Một ngoại lệ nhỏ là năm 1940 (2600), thì dùng số 100 thay vì số 0 như là hải quân. Tiếp theo là phần mô tả chức năng của máy bay. Nếu có từ hai máy bay trở lên có cùng kiểu và chức năng, phần sau sẽ thêm chi tiết để phân biệt chúng hơn nữa. Một ví dụ là máy bay chiến đấu một chỗ ngồi Kiểu 2 (Nakajima Ki-44) và máy bay chiến đấu hai chỗ ngồi Kiểu 2 (Kawasaki Ki-45).(Giống trên, cách viết của Nhật sẽ là Kiểu 2 máy bay chiến đấu một chỗ ngồi)
Những thay đổi lớn (như một động cơ khác) được chỉ định với một số phụ, chính thức bằng chữ Hán nhưng thường bằng chữ số La Mã. Sửa đổi quy mô nhỏ (như vũ khí) được chỉ định với kí hiệu thứ tự Nhật(甲, 乙, 丙), hoặc "kai" (改) nếu sửa đổi lớn nhưng không đủ cho một số loại mới.Ví dụ chiếc Ki-44-II Otsu(乙) thể hiện một sửa đổi lớn(thay qua động cơ Nakajima Ha-109) và một thay đổi nhỏ(đổi qua súng máy Ho-103).

### Tên ngắn (số "Ki")
Hệ thống chỉ định khung máy bay "Ki" cho biết số dự án (được viết bằng chữ số Ả Rập) và được gán theo thứ tự cho tất cả các dự án bất kể nhà sản xuất hay loại. Ví dụ máy ném bom hạng nhẹ Ki-32 theo sau là máy bay chiến đấu Ki-33.

### Tên phổ biến
Các tên phổ biến như "Hayabusa" (Nakajima Ki-43) không phải là một phần của tên gọi chính thức.

## Lịch và sốShiki
Dữ liệu từ: 
| Năm theo lịch Gregorian (lịch thế giới) | Số Shiki (Hải quân & Lục quân)     | Năm Thiên Hoàng (năm tồn tại của nước Nhật) | Năm Nengo (Năm trị vì) | Mã thông số "Shi"shaku |
| --------------------------------------- | ---------------------------------- | ------------------------------------------- | ---------------------- | ---------------------- |
| 1921                                    | Kiểu 10 (Taisho)                   | 2581                                        | Taisho 10              |                        |
| 1922                                    | Kiểu 11 (Taisho)                   | 2582                                        | Taisho 11              |                        |
| 1923                                    | Kiểu 12 (Taisho)                   | 2583                                        | Taisho 12              |                        |
| 1924                                    | Kiểu 13 (Taisho)                   | 2584                                        | Taisho 13              |                        |
| 1925                                    | Kiểu 14 (Taisho)                   | 2585                                        | Taisho 14              |                        |
| 1926 (tới 25 tháng 12.)                 | Kiểu 15 (Taisho)                   | 2586 (tới 25 tháng 12.)                     | Taisho 15              |                        |
| 1926 (từ 26 tháng 12)                   |                                    | 2586 (từ 26 tháng 12.)                      | Showa 1                |                        |
| 1927                                    | Kiểu 87                            | 2587                                        | Showa 2                |                        |
| 1928                                    | Kiểu 88                            | 2588                                        | Showa 3                |                        |
| 1929                                    | Kiểu 89                            | 2589                                        | Showa 4                |                        |
| 1930                                    | Kiểu 90                            | 2590                                        | Showa 5                |                        |
| 1931                                    | Kiểu 91                            | 2591                                        | Showa 6                | 6-Shi                  |
| 1932                                    | Kiểu 92                            | 2592                                        | Showa 7                | 7-Shi                  |
| 1933                                    | Kiểu 93                            | 2593                                        | Showa 8                | 8-Shi                  |
| 1934                                    | Kiểu 94                            | 2594                                        | Showa 9                | 9-Shi                  |
| 1935                                    | Kiểu 95                            | 2595                                        | Showa 10               | 10-Shi                 |
| 1936                                    | Kiểu 96                            | 2596                                        | Showa 11               | 11-Shi                 |
| 1937                                    | Kiểu 97                            | 2597                                        | Showa 12               | 12-Shi                 |
| 1938                                    | Kiểu 98                            | 2598                                        | Showa 13               | 13-Shi                 |
| 1939                                    | Kiểu 99                            | 2599                                        | Showa 14               | 14-Shi                 |
| 1940                                    | Kiểu 100(Lục quân) hay 0(Hải quân) | 2600                                        | Showa 15               | 15-Shi                 |
| 1941                                    | Kiểu 1                             | 2601                                        | Showa 16               | 16-Shi                 |
| 1942                                    | Kiểu 2                             | 2602                                        | Showa 17               | 17-Shi                 |
| 1943                                    | Kiểu 3                             | 2603                                        | Showa 18               | 18-Shi                 |
| 1944                                    | Kiểu 4                             | 2604                                        | Showa 19               | 19-Shi                 |
| 1945                                    | Kiểu 5                             | 2605                                        | Showa 20               | 20-Shi                 |

## Bảng tên
Đây là một bảng có thể sắp xếp cho tất cả các tên chỉ định khác nhau và tên gọi của máy bay quân sự Nhật Bản từ khoảng năm 1925 đến năm 1945.
Dữ liệu từ:

### Tên máy bay Không lực Hải quân Nhật

#### Máy bay chiến đấu và biến thể
| Đơn vị         | Tên ngắn | Nhà sản xuất | Tên chính thức                                                                              | Tên thí nghiệm (Hải quân), Vai trò (Lục quân)       | Tên phổ biến                       | Mã Đồng Minh             | Ghi chú                                                                                   |
| -------------- | -------- | ------------ | ------------------------------------------------------------------------------------------- | --------------------------------------------------- | ---------------------------------- | ------------------------ | ----------------------------------------------------------------------------------------- |
| Không Hải quân | A1N      | Nakajima     | Máy bay chiến đấu trên tàu sân bay Kiểu 3                                                   |                                                     |                                    |                          | Máy bay cánh kép một động cơ; bị lỗ thời năm 1941                                         |
| Không Hải quân | A2N      | Nakajima     | Máy bay chiến đấu trên tàu sân bay Kiểu 90                                                  |                                                     |                                    |                          | Máy bay cánh kép một động cơ; bị lỗ thời năm 1941                                         |
| Không Hải quân | A3N      | Nakajima     | Máy bay chiến đấu huần luyện hải quân Kiểu 90                                               |                                                     |                                    |                          | Máy bay cánh kép một động cơ hai chỗ ngồi; bị lỗ thời năm 1941                            |
| Không Hải quân | A4N      | Nakajima     | Máy bay chiến đấu trên tàu sân bay Kiểu 95                                                  |                                                     |                                    |                          | Máy bay cánh kép một động cơ; bị lỗ thời năm 1941                                         |
| Không Hải quân | A5M      | Mitsubishi   | 九六式艦上戦闘機 ( kyū roku shiki kanjō sentōki) Máy bay chiến đấu trên tàu sân bay Kiểu 96 | 9-shi Máy bay chiến đấu trên tàu sân bay            |                                    | CLAUDE                   | Còn được bị đánh tên sai là SANDY                                                         |
| Không Hải quân | A5M4-K   | Watanabe     | Máy bay chiến đấu huấn luyện hải quân Kiểu 2                                                | 15-shi Máy bay chiến đấu huần luyện                 |                                    |                          | Phiên bản huấn luyện hai chỗ ngồi của chiếc A5M                                           |
| Không Hải quân | A6M      | Mitsubishi   | 零式艦上戦闘機 ( Rei shiki kanjō sentōki) Máy bay chiến đấu trên tàu sân bay Kiểu 0         | 12-shi Máy bay chiến đấu trên tàu sân bay           | 零戦 - Reisen/Zerosen - Linh Chiến | ZERO/ZEKE (HAMP/HAP/RAY) |                                                                                           |
| Không Hải quân | A6M2-K   | Mitsubishi   | Máy bay chiến đấu huấn luyện hải quân                                                       |                                                     |                                    | ZERO/ZEKE                |                                                                                           |
| Không Hải quân | A6M5-K   | Mitsubishi   | Máy bay chiến đấu huấn luyện hải quân                                                       |                                                     |                                    | ZERO/ZEKE                |                                                                                           |
| Không Hải quân | A6M2-N   | Nakajima     | Thủy phi cơ chiến đấu hải quân Kiểu 2                                                       | 15-shi Thủy phi cơ chiến đấu                        |                                    | RUFE                     |                                                                                           |
| Không Hải quân | A7M      | Mitsubishi   |                                                                                             | 17-shi Máy bay chiến đấu trên tàu sân bay Mẫu Ko(A) | 烈風 – Reppu – Liệt Phong          | SAM                      |                                                                                           |
| Không Hải quân | A7M3-J   | Mitsubishi   |                                                                                             | 17-Shi Máy bay đánh chặn Mẫu Otsu(B) Reppu Kai      | 烈風 – Reppu – Liệt Phong          |                          | Kai(改) chỉ đây là phiên bản cải tiến của chiếc A7M trước                                 |
| Không Hải quân | A7He     | Heinkel      |                                                                                             | Máy bay chiến đấu phòng không Mẫu He                |                                    | JERRY                    | Heinkel He 112B-0                                                                         |
| Không Hải quân | A8V      | Seversky     |                                                                                             | Máy bay chiến đấu hai chỗ ngồi Mẫu S                |                                    | DICK                     | Seversky 2PA-B3                                                                           |
| Không Hải quân | AXB      | Boeing       |                                                                                             | Máy bay chiến đấu trên tàu sân bay Mẫu B            |                                    |                          | Một chiếc Boeing Model 100 thử nghiệm                                                     |
| Không Hải quân | AXG      | Canadian Car |                                                                                             | Máy bay chiến đấu trên tàu sân bay Mẫu G            |                                    |                          | Một chiếc Grumman FF-1 thử nghiệm                                                         |
| Không Hải quân | AXD      | Dewoitine    |                                                                                             | Máy bay chiến đấu trên tàu sân bay Mẫu D            |                                    |                          | Một chiếc Dewoitine D.510 thử nghiệm                                                      |
| Không Hải quân | AXH      | Hawker       |                                                                                             | Máy bay chiến đấu trên tàu sân bay Mẫu H            |                                    |                          | Một chiếc Hawker Nimrod thử nghiệm                                                        |
| Không Hải quân | AXHe     | Heinkel      |                                                                                             | Máy bay đánh chặn Mẫu He                            |                                    |                          | Ba chiếc Heinkel He 100D-0 thử nghiệm; Dây chuyền sản xuất tại Nhật của Hitachi bị hủy bỏ |
| Không Hải quân | AXV      | Vought       |                                                                                             | Máy bay đánh chặn Mẫu V                             |                                    |                          | Một chiếc Vought V-143 thử nghiệm                                                         |
| Không Hải quân | J1N      | Nakajima     |                                                                                             | 13-Shi Máy bay chiến đấu ba chỗ ngồi                |                                    |                          |                                                                                           |
| Không Hải quân | J1N1-C   | Nakajima     | Máy bay trinh sát Kiểu 2                                                                    |                                                     |                                    | IRVING                   |                                                                                           |
| Không Hải quân | J1N1-R   | Nakajima     | Máy bay trinh sát Kiểu 2                                                                    | 13-shi Máy bay trinh sát trên đất liền              |                                    |                          |                                                                                           |
| Không Hải quân | J1N1-S   | Nakajima     | Máy bay chiến đấu bay đêm Gekko                                                             | 13-shi Máy bay chiến đấu bay đêm                    | 月光 – Gekko – Nguyệt Quang        | IRVING                   |                                                                                           |
| Không Hải quân | J2M      | Mitsubishi   | Máy bay đánh chặn Raiden                                                                    | 14-shi Máy bay đánh chặn                            | 雷電 – Raiden – Lôi Điện           | JACK                     |                                                                                           |
| Không Hải quân | J3K      | Kawanishi    |                                                                                             | 17-Shi Mẫu Otsu (B) Máy bay đánh chặn               |                                    |                          |                                                                                           |
| Không Hải quân | J4M      | Mitsubishi   |                                                                                             | 17-Shi Mẫu Otsu (B) Máy bay đánh chặn Senden        | 閃電 – Senden – Thiểm Lôi          | LUKE                     |                                                                                           |
| Không Hải quân | J5N      | Nakajima     |                                                                                             | 18-Shi Mẫu Otsu (B) Máy bay đánh chặn Tenrai        | 天雷 – Tenrai – Thiên Lôi          |                          |                                                                                           |
| Không Hải quân | J6K      | Kawanishi    |                                                                                             | 18-Shi Mẫu Otsu (B) Máy bay đánh chặn Jinpu         | 陣風 – Jinpu – Trận Phong          |                          |                                                                                           |
| Không Hải quân | J7W      | Watanabe     |                                                                                             | 18-Shi Mẫu Otsu (B) Máy bay đánh chặn Shinden       | 震電 – Shinden – Chấn Điện         |                          |                                                                                           |
| Không Hải quân | J8M      | Mitsubishi   |                                                                                             | 19-Shi Máy bay tên lửa đánh chặn Shusui             | 秋水 – Shusui – Thu Thủy           |                          |                                                                                           |
| Không Hải quân | Kikka    | Nakajima     | Máy bay phản lực chiến đấu 皇国二号兵器 – Kōkoku Nigō Heiki – Vũ khí Đế quốc số 2           |                                                     | 橘花 – Kikka – Quất Hoa            |                          | Máy bay phản lực đầu tiên của Nhật Bản.                                                   |
| Không Hải quân | N1K      | Kawanishi    | Thủy phi cơ chiến đấu Kyofu                                                                 | 15-shi Thủy phi cơ chiến đấu                        | 強風 – Kyofu – Cường Phong         | REX                      |                                                                                           |
| Không Hải quân | N1K1-J   | Kawanishi    | Máy bay đánh chặn Shiden                                                                    |                                                     | 紫電 – Shiden – Tử Điện            | GEORGE                   | Phiên bản trên đất liền của chiếc Kyofu;                                                  |
| Không Hải quân | N1K2-J   | Kawanishi    | Máy bay đánh chặn Shiden Kai                                                                |                                                     | –                                  | GEORGE                   | Máy bay trên đất liền;                                                                    |
| Không Hải quân | N1K5-J   | Kawanishi    | Máy bay đánh chặn Shiden Kai                                                                |                                                     | –                                  | GEORGE                   | Máy bay trên đất liền;                                                                    |
| Không Hải quân | N1K2-K   | Kawanishi    | Máy bay chiến đấu huấn luyện Shiden Kai Rensen                                              |                                                     | –                                  | GEORGE                   | Rensen là viết tắt của cụm từ renshū sentōki có nghĩa là máy bay chiến đấu huấn luyện     |

#### Máy bay tấn công và biến thể
| Đơn vị         | Tên ngắn | Nhà sản xuất | Tên chính thức | Tên thí nghiệm (Hải quân), Vai trò (Lục quân)                         | Tên phổ biến                          | Mã Đồng Minh                     | Ghi chú |
| -------------- | -------- | ------------ | --- | --------------------------------------------------------------------- | ------------------------------------- | -------------------------------- | --- |
| Không Hải quân |          | Mitsubishi   | Máy bay tấn công trên tàu sân bay Kiểu 10 | Mitsubishi 1MT                                                        |                                       |                                  | Máy bay cánh ba tầng một động cơ; bị lỗ thời năm 1941                                                               |
| Không Hải quân | B1M      | Mitsubishi   | 一三式艦上攻撃機 ( jūsan-shiki kanjō kōgekiki) Máy bay tấn công trên tàu sân bay Kiểu 13 |                                                                       |                                       |                                  | Máy bay cánh kép một động cơ; bị lỗ thời năm 1941                                                                   |
| Không Hải quân | B2M      | Mitsubishi   | 八九式艦攻 –八九式艦上攻撃機 ( hachikyū-shiki kanjō kōgekiki) Máy bay tấn công trên tàu sân bay Kiểu 89 |                                                                       |                                       |                                  | Máy bay cánh kép một động cơ; bị lỗ thời năm 1941                                                                   |
| Không Hải quân | B3Y      | Kugisho      | Máy bay tấn công trên tàu sân bay Kiểu 92 |                                                                       |                                       |                                  | Máy bay cánh kép một động cơ; bị lỗ thời năm 1941                                                                   |
| Không Hải quân | B4M      | Mitsubishi   | | 9-shi Máy bay tấn công mang ngư lôi trên tàu sân bay                  |                                       |                                  | Máy bay cánh kép;Thiết kế cạnh tranh bị loại với chiếc Kugisho B4Y1                                                 |
| Không Hải quân | B4N      | Nakajima     | | 9-shi Máy bay tấn công mang ngư lôi trên tàu sân bay                  |                                       |                                  | Thiết kế cạnh tranh bị loại với chiếc Kugisho B4Y1                                                                  |
| Không Hải quân | B4Y      | Kugisho      | 九六式艦上攻撃機 ( kyūroku-shiki kanjō kōgekiki) Máy bay tấn công trên tàu sân bay Kiểu 96 | 9-shi Máy bay tấn công mang ngư lôi trên tàu sân bay                  |                                       | JEAN                             | |
| Không Hải quân | B5M      | Mitsubishi   | 九七式二号艦上攻撃機 ( kyūnana-shiki nigō kanjō kōgekiki) Máy bay tấn công trên tàu sân bay Kiểu 97-2 | 10-shi Máy bay tấn công mang ngư lôi trên tàu sân bay                 |                                       | MABEL                            | |
| Không Hải quân | B5N      | Nakajima     | 九七式一号艦上攻撃機 ( kyūnana-shiki ichigō kanjō kōgekiki) Máy bay tấn công trên tàu sân bay Kiểu 97-1 九七式三号艦上攻撃機 ( kyūnana-shiki sangō kanjō kōgekiki) Máy bay tấn công trên tàu sân bay Kiểu 97-3 | 10-shi Máy bay tấn công mang ngư lôi trên tàu sân bay                 |                                       | KATE                             | |
| Không Hải quân | B5N1-K   | Nakajima     | Máy bay tấn công-huấn luyện hải quân Kiểu 97 |                                                                       |                                       | KATE                             | Phiên bản huấn luyện của chiếc B5N                                                                                  |
| Không Hải quân | B6N      | Nakajima     | Máy bay tấn công trên tàu sân bay Tenzan | 14-shi Máy bay tấn công mang ngư lôi trên tàu sân bay                 | 天山 – Tenzan – Thiên Sơn             | JILL                             | |
| Không Hải quân | B7A      | Aichi        | Máy bay tấn công trên tàu sân bay Ryusei | 16-shi Máy bay tấn công mang ngư lôi trên tàu sân bay                 | 流星 – Ryusei – Lưu Tinh              | GRACE                            | |
| Không Hải quân | BXN      | Northrop     | |                                                                       |                                       |                                  | 2 máy bay ném bom Northrop Gamma 2E được nhập khẩu.                                                                 |
| Không Hải quân | D1A1     | Aichi        | 九四式艦上爆撃機 ( kyūyon-shiki kanjō bakugekiki) Máy bay ném bom trên tàu sân bay Kiểu 94 | 8-shi Máy bay ném bom bổ nhào trên tàu sân bay                        |                                       | SUSIE                            | |
| Không Hải quân | D1A2     | Aichi        | Máy bay ném bom trên tàu sân bay Kiểu 96 |                                                                       |                                       | SUSIE                            | Còn được gọi là D2A                                                                                                 |
| Không Hải quân | D2N      | Nakajima     | | 8-Shi Máy bay ném bom trên tàu sân bay                                |                                       |                                  | Thiết kế cạnh tranh bị loại với chiếc Aichi D1A2                                                                    |
| Không Hải quân | D2Y      | Kugisho      | | 8-Shi Máy bay ném bom trên tàu sân bay                                |                                       |                                  | Thiết kế cạnh tranh bị loại với chiếc Aichi D1A2                                                                    |
| Không Hải quân | D3A      | Aichi        | 九九式艦爆 – 九九式艦上爆撃機 ( kyūkyū-shiki kanjō bakugekiki) Máy bay ném bom trên tàu sân bay Kiểu 99 | 11-shi Máy bay ném bom bổ nhào trên tàu sân bay                       |                                       | VAL                              | |
| Không Hải quân | D3M      | Mitsubishi   | | 11-Shi Máy bay ném bom trên tàu sân bay                               |                                       |                                  | Thiết kế cạnh tranh bị loại với chiếc Aichi D3A1                                                                    |
| Không Hải quân | D3N      | Nakajima     | | 11-Shi Máy bay ném bom trên tàu sân bay                               |                                       |                                  | Thiết kế cạnh tranh bị loại với chiếc Aichi D3A1                                                                    |
| Không Hải quân | D3Y1-K   | Kugisho      | Máy bay ném bom huấn luyện hải quân Myojo |                                                                       | 明星 - Myoujou – Minh Tinh            |                                  | Thiết kế dựa trên dòng D3A                                                                                          |
| Không Hải quân | D3Y2-K   | Kugisho      | |                                                                       | 明星 - Myoujou – Minh Tinh            |                                  | Phiên bản cảm tử (thí nghiệm) của chiếc D3Y1                                                                        |
| Không Hải quân | D4Y      | Kugisho      | Máy bay ném bom trên tàu sân bay Suisei | 17-shi Máy bay ném bom bổ nhào trên tàu sân bay                       | 彗星 – Suisei – Tuệ Tinh              | JUDY                             | (có khả năng được đặt tên là DOT do sai sót)                                                                        |
| Không Hải quân | D4Y1-C   | Kugisho      | Máy bay trinh sát trên tàu sân bay Kiểu 2 |                                                                       |                                       | JUDY                             | Phiên bản trinh sát của chiếc D4Y1                                                                                  |
| Không Hải quân | D4Y2-Ca  | Kugisho      | Máy bay trinh sát trên tàu sân bay Kiểu 2 |                                                                       |                                       | JUDY                             | Phiên bản trinh sát của chiếc D4Y2a                                                                                 |
| Không Hải quân | D5Y      | Kugisho      | Máy bay tấn công cảm tử hải quân Myojo Kai |                                                                       | –                                     |                                  | Phiên bản sản xuất đại trà của chiếc D3Y2-K                                                                         |
| Không Hải quân | DXD      | Douglas      | | Máy bay tấn công Mẫu D                                                |                                       |                                  | Một chiếc Douglas DB-19 được thử nghiệm                                                                             |
| Không Hải quân | DXHe     | Heinkel      | | Máy bay tấn công Mẫu He                                               |                                       |                                  | Một chiếc Heinkel He 118V4 được thử nghiệm                                                                          |
| Không Hải quân | G1M      | Mitsubishi   | Máy bay tấn công trên đất liền hải quân Kiểu 93 | 7-shi Máy bay tấn công trên đất liền                                  |                                       |                                  | Máy bay cánh kép hai động cơ; bị lỗ thời năm 1941 Còn có tên là Mitsubishi 3MT5 Trùng tên mã với chiếc G1M cánh đơn |
| Không Hải quân | G1M      | Mitsubishi   | | 8-shi Máy bay trinh sát đặc biệt 8-shi Máy bay tấn công trên đất liền |                                       |                                  | Máy bay nghiên cứu tầm xa; tái phân loại thành máy bay ném bom Khác với chiếc 7-shi.                                |
| Không Hải quân | G2H      | Hiro         | 九五式陸上攻撃機 ( kyūgo-shiki rikujō kōgekiki) Máy bay tấn công trên đất liền hải quân Kiểu 95 | 7-shi Máy bay tấn công trên đất liền                                  |                                       |                                  | Máy bay cánh đơn hai động cơ; bị lỗ thời năm 1941                                                                   |
| Không Hải quân | G3M      | Mitsubishi   | 九六式陸上攻撃機 ( kyūroku-shiki rikujō kōgekiki) Máy bay tấn công trên đất liền hải quân Kiểu 96 | 9-shi Máy bay tấn công trên đất liền                                  |                                       | NELL                             | |
| Không Hải quân | G4M      | Mitsubishi   | 一式陸上攻撃機 ( ishi-shiki rikujō kōgekiki) Máy bay tấn công trên đất liền hải quân Kiểu 1 | 12-shi Máy bay tấn công trên đất liền                                 |                                       | BETTY                            | |
| Không Hải quân | G5N      | Nakajima     | | 13-Shi Máy bay tấn công Shinzan                                       | 深山 – Shinzan – Thâm Sơn             | LIZ                              | |
| Không Hải quân | G6M      | Mitsubishi   | Máy bay "hộ tống mũi cánh" Kiểu 1 | 12-Shi Máy bay tấn công trên đất liền sửa đổi                         |                                       | BETTY                            | Máy bay hộ tống hạng nặng Bị chuyển thể thành G6M1-K và -L2 sau khi không đạt yêu cầu                               |
| Không Hải quân | G6M1-K   | Mitsubishi   | Máy bay huấn luyện cỡ lớn hải quân Kiểu 1 |                                                                       |                                       | BETTY                            | Chuyển thể từ chiếc G6M1                                                                                            |
| Không Hải quân | G6M1-L2  | Mitsubishi   | Máy bay vận tải hải quân Kiểu 1 |                                                                       |                                       | BETTY                            | Chuyển thể từ chiếc G6M1                                                                                            |
| Không Hải quân | G7M      | Mitsubishi   | | 16-Shi Máy bay tấn công Taizan                                        | 泰山 – Taizan – Thái Sơn              |                                  | Chỉ tồn tại ở dạng dự án                                                                                            |
| Không Hải quân | G8N      | Nakajima     | | 18-Shi Máy bay tấn công Renzan                                        | 連山 – Renzan – Liên Sơn              | RITA                             | |
| Không Hải quân | G9K      | Kawanishi    | | 17-Shi Máy bay tấn công                                               |                                       |                                  | Chỉ tồn tại ở dạng dự án                                                                                            |
| Không Hải quân | G10N     | Nakajima     | | Máy bay ném bom hạng siêu nặng Fugaku                                 | 富岳 – Fugaka – Phú Nhạc (núi Phú Sĩ) |                                  | |
| Không Hải quân | P1Y      | Kugisho      | Máy bay ném bom hải quân Ginga | 15-shi Máy bay ném bom trên đất liền                                  | 銀河 – Ginga – Ngân Hà                | FRANCES (đặt tên lỗi là FRANCIS) | |
| Không Hải quân | P1Y1-S   | Kugisho      | Máy bay chiến đấu bay đêm Hakko | 15-shi Máy bay chiến đấu bay đêm                                      | 白光 – Hakko – Bạch Quang             |                                  | Tên gốc của chiếc P1Y2-S Kyokko                                                                                     |
| Không Hải quân | P1Y2-S   | Kugisho      | Máy bay chiến đấu bay đêm Kyokko | 15-shi Máy bay chiến đấu bay đêm                                      | 極光 – Kyokko – Cực Quang             |                                  | Biến thể của chiếc P1Y                                                                                              |
| Không Hải quân |          | Aichi        | | 7-shi Máy bay tấn công mang ngư lôi trên tàu sân bay                  |                                       |                                  | Máy bay cánh kép |
| Không Hải quân |          | Mitsubishi   | | 7-shi Máy bay tấn công mang ngư lôi trên tàu sân bay                  |                                       |                                  | Máy bay cánh kép |
| Không Hải quân |          | Nakajima     | | 7-shi Máy bay tấn công mang ngư lôi trên tàu sân bay                  |                                       |                                  | Máy bay cánh kép |
| Không Hải quân |          | Nakajima     | | 6-shi Máy bay ném bom bổ nhào trên tàu sân bay                        |                                       |                                  | Gặp tai nạn khi đang bay thử nghiệm                                                                                 |
| Không Hải quân |          | Nakajima     | | 7-shi Máy bay ném bom bổ nhào trên tàu sân bay                        |                                       |                                  | |

#### Máy bay trinh sát và biến thể
| Đơn vị         | Tên ngắn | Nhà sản xuất | Tên chính thức                                                                                        | Tên thí nghiệm (Hải quân), Vai trò (Lục quân)      | Tên phổ biến             | Mã Đồng Minh | Ghi chú                                                                                               |
| -------------- | -------- | ------------ | --- | -------------------------------------------------- | ------------------------ | ------------ | --- |
| Không Hải quân | C1M      | Mitsubishi   | Máy bay trinh sát trên tàu sân bay Kiểu 10                                                            |                                                    |                          |              | Máy bay cánh kép một động cơ; bị lỗ thời năm 1941                                                     |
| Không Hải quân | C2N      | Nakajima     | Máy bay trinh sát Kiểu Fokker                                                                         |                                                    |                          |              | Phiên bản lắp ráp tại nhật của chiếc Fokker Super Universal/Nakajima Ki-6; bị lỗ thời năm 1941        |
| Không Hải quân | C3N      | Nakajima     | Máy bay trinh sát trên tàu sân bay Kiểu 97                                                            | 10-shi Máy bay trinh sát trên tàu sân bay          |                          |              | Máy bay cánh đơn một động cơ; không được đưa vào sản xuất                                             |
| Không Hải quân | C4A      | Aichi        | | 13-Shi Máy bay trinh sát cao tốc trên tàu đất liền |                          |              | Chỉ tồn tại ở dạng dự án, bị hủy bỏ khi chiếc C5M được đưa vào sử dụng                                |
| Không Hải quân | C5M      | Mitsubishi   | 九八式陸上偵察機 ( kyū hachi shiki rikujō teisatsuki) Máy bay trinh sát trên đất liền Kiểu 98         |                                                    |                          | BABS         | Phiên bản hải quân của máy bay Mitsubishi Ki-15                                                       |
| Không Hải quân | C6N      | Nakajima     | Máy bay trinh sát trên tàu sân bay Saiun                                                              | 17-shi Máy bay trinh sát trên tàu sân bay          | 彩雲 – Saiun – Thái Vân  | MYRT         | |
| Không Hải quân | C6N1-S   | Nakajima     | Máy bay chiến đấu bay đêm                                                                             |                                                    | 彩雲 – Saiun – Thái Vân  | MYRT         | Biến thể của chiếc C6N Tên mã C6N1-S không tồn tại trong tài liệu chính thức của Hải quân Nhật        |
| Không Hải quân | CXP1     | Potez        | |                                                    |                          |              | Một chiếc được nhập khẩu để thử nghiệm dầu diesel                                                     |
| Không Hải quân | E1Y      | Kugisho      | Thủy phi cơ trinh sát Kiểu 14-1                                                                       |                                                    |                          |              | Máy bay cánh kép một động cơ; bị lỗ thời năm 1941                                                     |
| Không Hải quân | E2N      | Nakajima     | 一五式水上偵察機 ( ichi go shiki suijō teisatsuki) Thủy phi cơ trinh sát Kiểu 15                      |                                                    |                          |              | Máy bay cánh kép một động cơ; bị lỗ thời năm 1941                                                     |
| Không Hải quân | E3A      | Aichi        | Thủy phi cơ trinh sát Kiểu 90 số 1                                                                    |                                                    |                          |              | Máy bay cánh kép một động cơ; bị lỗ thời năm 1941                                                     |
| Không Hải quân | E4N      | Nakajima     | Thủy phi cơ trinh sát Kiểu 90 số 2                                                                    |                                                    |                          |              | Máy bay cánh kép một động cơ; bị lỗ thời năm 1941                                                     |
| Không Hải quân | E4N2-C   | Nakajima     | Máy bay trinh sát Kiểu 90 số 2 mẫu 3                                                                  |                                                    |                          |              | Phiên bản cất cánh và hạ cánh trên đất liền của chiếc E4N                                             |
| Không Hải quân | E5K      | Kawanishi    | Thủy phi cơ trinh sát Kiểu 90 số 3 Kawanishi                                                          |                                                    |                          |              | Phiên bản của chiếc Yokosuka E5Y sản xuất bởi Kawanishi                                               |
| Không Hải quân | E5Y      | Kugisho      | Thủy phi cơ trinh sát Kiểu 14-2 Kai-1 Thủy phi cơ trinh sát Kiểu 90 số 3 Yokosuka                     |                                                    |                          |              | Phiên bản nâng cấp của chiếc E1Y                                                                      |
| Không Hải quân | E6Y      | Kugisho      | Thủy phi cơ trinh sát Kiểu 91                                                                         |                                                    |                          |              | Máy bay cánh kép một động cơ; bị lỗ thời năm 1941                                                     |
| Không Hải quân | E7K      | Kawanishi    | 九四式水上偵察機 ( kyū yon shiki suijō teisatsuki) Thủy phi cơ trinh sát Kiểu 94                      | 7-shi Máy bay trinh sát biển                       |                          | ALF          | |
| Không Hải quân | E8A      | Aichi        | | 8-Shi Thủy phi cơ trinh sát                        |                          |              | Thiết kế cạnh tranh bị loại với chiếc Aichi E8N1                                                      |
| Không Hải quân | E8K      | Kawanishi    | | 8-Shi Thủy phi cơ trinh sát                        |                          |              | Thiết kế cạnh tranh bị loại với chiếc Aichi E8N1                                                      |
| Không Hải quân | E8N      | Nakajima     | Thủy phi cơ trinh sát Kiểu 95                                                                         | 8-shi Máy bay trinh sát biển                       |                          | DAVE         | |
| Không Hải quân | E9W      | Watanabe     | Thủy phi cơ trinh sát cỡ nhỏ Kiểu 96                                                                  | 9-shi Máy bay trinh sát biển                       |                          | SLIM         | Máy bay cánh kép một động cơ; bị lỗ thời năm 1941                                                     |
| Không Hải quân | E10A     | Aichi        | Thủy phi cơ trinh sát bay đêm Kiểu 96                                                                 | 9-shi Máy bay trinh sát biển                       |                          | HANK         | Tàu bay cánh kép một động cơ; bị lỗ thời năm 1941                                                     |
| Không Hải quân | E10K     | Kawanishi    | Tàu bay vận tải Kiểu 94                                                                               | 9-shi Máy bay trinh sát đêm thí nghiệm             |                          |              | Chỉ một chiếc được sản xuất; chuyển nhiệm vụ thành máy bay vận tải                                    |
| Không Hải quân | E11A     | Aichi        | Thủy phi cơ trinh sát đêm Kiểu 98                                                                     | 11-shi Máy bay trinh sát biển                      |                          | LAURA        | |
| Không Hải quân | E11K     | Kawanishi    | Tàu bay vận tải Kiểu 96                                                                               | 11-shi Máy bay trinh sát biển                      |                          |              | Thiết kế cạnh tranh bị loại với chiếc Aichi E11A1; ba bản thử nghiệm bị sửa đổi thành máy bay vận tải |
| Không Hải quân | E12A     | Aichi        | | 12-Shi Thủy phi cơ trinh sát hai chỗ ngồi          |                          |              | |
| Không Hải quân | E12K     | Kawanishi    | | 12-Shi Thủy phi cơ trinh sát hai chỗ ngồi          |                          |              | |
| Không Hải quân | E12N     | Nakajima     | | 12-Shi Thủy phi cơ trinh sát hai chỗ ngồi          |                          |              | |
| Không Hải quân | E13A     | Aichi        | 零式水上偵察機 (rei shiki suijō teisatsuki) Thủy phi cơ trinh sát Kiểu 0                              | 12-shi Máy bay trinh sát biển                      |                          | JAKE         | |
| Không Hải quân | E13K     | Kawanishi    | | 12-Shi Thủy phi cơ trinh sát ba chỗ ngồi           |                          |              | |
| Không Hải quân | E14W     | Watanabe     | | 12-Shi Thủy phi cơ trinh sát nhỏ                   |                          |              | |
| Không Hải quân | E14Y     | Kugisho      | 零式小型水上偵察機 ( rei shiki kogata suijō teisatsuki) Thủy phi cơ trinh sát cỡ nhỏ Kiểu 0           | 12-shi Máy bay trinh sát biển                      |                          | GLEN         | |
| Không Hải quân | E15K     | Kawanishi    | 二式高速度水上偵察機 ( ni shiki kōsokudo suijō teisatsuki) Thủy phi cơ trinh sát cao tốc Kiểu 2 Shiun | 14-shi Máy bay trinh sát biển                      | 紫雲 – Shiun – Tử Vân    | NORM         | |
| Không Hải quân | E16A     | Aichi        | Thủy phi cơ trinh sát Zuiun                                                                           | 16-shi Máy bay trinh sát biển                      | 瑞雲 – Zuiun – Thụy Vân  | PAUL         | |
| Không Hải quân | F1A      | Aichi        | | 10-Shi Thủy phi cơ giám sát                        |                          |              | Thiết kế cạnh tranh bị loại với chiếc Mitsubishi F1M1                                                 |
| Không Hải quân | F1K      | Kawanishi    | | 10-Shi Thủy phi cơ giám sát                        |                          |              | Thiết kế cạnh tranh bị loại với chiếc Mitsubishi F1M1                                                 |
| Không Hải quân | F1M      | Mitsubishi   | 零式水上観測機 ( rei shiki suijō kansokuki) Thủy phi cơ giám sát Kiểu 0                               | 10-shi Thủy phi cơ giám sát                        |                          | PETE         | Không nên nhầm lẫn với chiếc Thủy phi cơ trinh sát Kiểu 0 - E13A                                      |
| Không Hải quân | Q1W      | Watanabe     | Máy bay tuần tra Tokai                                                                                | 17-shi Máy bay tuần tra                            | 東海 – Tokai – Đông Hải  | LORNA        | |
| Không Hải quân | Q2M      | Mitsubishi   | | 19-Shi Máy bay tuần tra                            | 大洋 – Taiyo – Đại Dương |              | Dự án máy bay tuần tra săn tàu ngầm hai động cơ                                                       |
| Không Hải quân | Q3W      | Watanabe     | Máy bay tuần tra Nankai                                                                               |                                                    | 南海 – Nankai – Nam Hải  |              | Chỉ tồn tại ở dự án                                                                                   |
| Không Hải quân | R1Y      | Kugisho      | | 17-Shi Máy bay trinh sát trên đất liền Seiun       | 暁雲 – Seiun – Hiểu Vân  |              | |
| Không Hải quân | R2Y      | Kugisho      | | 18-Shi Máy bay trinh sát trên đất liền Keiun       | 景雲 – Keiun – Cảnh vân  |              | |
| Không Hải quân |          | Aichi        | | 6-shi Tàu bay trinh sát đêm                        |                          |              | Thủy phi cơ trinh sát đêm (tàu bay cánh kép)                                                          |
| Không Hải quân |          | Aichi        | | 7-shi Thủy phi cơ trinh sát                        |                          |              | Thiết kế cạnh tranh bị loại với chiếc Kawanishi E7K                                                   |

#### Máy bay khác và biến thể
| Đơn vị             | Tên ngắn | Nhà sản xuất           | Tên chính thức                                                                  | Tên thí nghiệm (Hải quân), Vai trò (Lục quân)     | Tên phổ biến                 | Mã Đồng Minh | Ghi chú |      |
| ------------------ | -------- | ---------------------- | ------------------------------------------------------------------------------- | ------------------------------------------------- | ---------------------------- | ------------ | --- | ---- |
| Không Hải quân     | H1H      | Hiro                   | Tàu bay Kiểu 25                                                                 |                                                   |                              |              | Máy bay cánh kép hai động cơ; bị lỗ thời năm 1941                                                                      |      |
| Không Hải quân     | H2H      | Hiro                   | Tàu bay Kiểu 89                                                                 |                                                   |                              |              | Máy bay cánh kép hai động cơ; bị lỗ thời năm 1941                                                                      |      |
| Không Hải quân     | H3H      | Hiro                   | Tàu bay Kiểu 90-1                                                               |                                                   |                              |              | Máy bay cánh đơn hai động cơ; bị lỗ thời năm 1941                                                                      |      |
| Không Hải quân     | H3K      | Kawanishi              | 九〇式二号飛行艇 ( kyū rei shiki nigō hikōtei) Tàu bay Kiểu 90-2                |                                                   |                              | BELLE        | Máy bay cánh kép ba động cơ; bị lỗ thời năm 1941                                                                       |      |
| Không Hải quân     | H4H      | Hiro                   | Tàu bay Kiểu 91                                                                 |                                                   |                              |              | Máy bay cánh đơn hai động cơ; bị lỗ thời năm 1941                                                                      |      |
| Không Hải quân     | H5Y      | Kugisho                | 九九式飛行艇 ( kyū kyū shiki hikōtei) Tàu bay Kiểu 99                           | 9-shi Tàu bay                                     |                              | CHERRY       | | ';', |
| Không Hải quân     | H6K      | Kawanishi              | Tàu bay Kiểu 97                                                                 | 9-shi Tàu bay                                     |                              | MAVIS        | |      |
| Không Hải quân     | H6K2-L   | Kawanishi              | Tàu bay vận tải Kiểu 97                                                         |                                                   |                              | MAVIS        | |      |
| Không Hải quân     | H6K4-L   | Kawanishi              | 九七式大型飛行艇 ( kyū nana shiki ōgata hikōtei) Tàu bay vận tải cỡ lớn Kiểu 97 |                                                   |                              | MAVIS        | |      |
| Không Hải quân     | H7Y      | Kugisho                |                                                                                 | 12-Shi Tàu bay đặt biệt                           |                              | TILLIE       | Chỉ tồn tại ở dạng dự án.                                                                                              |      |
| Không Hải quân     | H8K      | Kawanishi              | 二式大型飛行艇 ( ni shiki ōgata hikōtei) Tàu bay cỡ lỡn Kiểu 2                  | 13-shi Tàu bay                                    |                              | EMILY        | |      |
| Không Hải quân     | H8K2-L   | Kawanishi              | Tàu bay vận tải Seiku                                                           |                                                   | 晴空 – Seiku – Tình Không    | EMILY        | |      |
| Không Hải quân     | H9A      | Aichi                  | 二式練習飛行艇 ( ni shiki renshū hikōtei) Tàu bay huấn luyện Kiểu 2             | 13-shi Tàu bay                                    |                              |              | |      |
| Không Hải quân     | H10H     | Hiro                   |                                                                                 | 14-Shi Tàu bay cỡ trung                           |                              |              | Chỉ tồn tại ở dạng dự án                                                                                               |      |
| Không Hải quân     | H11K1-L  | Kawanishi              | Tàu bay vận tải cỡ lớn Soukuu                                                   |                                                   | 蒼空 – Soukuu – Thương Không |              | Tàu bay vận tải bốn động cơ với cửa vận tải dạng vỏ sò ở đầu                                                           |      |
| Không Hải quân     | HXC      | Consolidated           |                                                                                 | Tàu bay Kiểu C                                    |                              |              | Một chiếc Consolidated P2Y-1 được thử nghiệm                                                                           |      |
| Không Hải quân     | HXD      | Douglas                |                                                                                 | Tàu bay Kiểu D                                    |                              |              | Hai chiếc Douglas DF được thử nghiệm                                                                                   |      |
| Không Hải quân     | HXP      | Potez                  |                                                                                 |                                                   |                              |              | 1 tàu bay Potex 452 được nhập khẩu để đánh giá                                                                         |      |
| Không Hải quân     | K1Y      | Kugisho                | Thủy phi cơ huấn luyện Kiểu 13                                                  |                                                   |                              |              | Máy bay cánh kép một động cơ; bị lỗ thời năm 1941                                                                      |      |
| Không Hải quân     | K2Y      | Kugisho                | Máy bay huấn luyện chủ lực Kiểu 3                                               |                                                   |                              |              | |      |
| Không Hải quân     | K3M      | Mitsubishi             | Máy bay huấn luyện hoạt động Kiểu 90                                            |                                                   |                              | PINE         | |      |
| Không Hải quân     | K4Y      | Kugisho                | Thủy phi cơ huấn luyện Kiểu 90                                                  |                                                   |                              |              | |      |
| Không Hải quân     | K5Y      | Kugisho                | Máy bay huấn luyện nâng cao Kiểu 93                                             |                                                   |                              | WILLOW       | |      |
| Không Hải quân     | K6K      | Kawanishi              |                                                                                 | 11-Shi Thủy phi cơ huấn luyện nâng cao            |                              |              | Máy bay cánh kép một động cơ, bị hủy bỏ                                                                                |      |
| Không Hải quân     | K6M      | Mitsubishi             |                                                                                 | 11-Shi Thủy phi cơ huấn luyện nâng cao            |                              |              | Máy bay cánh kép một động cơ, bị hủy bỏ                                                                                |      |
| Không Hải quân     | K6W      | Watanabe               |                                                                                 | 11-Shi Thủy phi cơ huấn luyện nâng cao            |                              |              | Máy bay cánh kép một động cơ, bị hủy bỏ                                                                                |      |
| Không Hải quân     | K7M      | Mitsubishi             |                                                                                 | 11-Shi Máy bay huấn luyện phi hành đoàn           |                              |              | Dự án máy bay cánh đơn hai động cơ bị hủy bỏ                                                                           |      |
| Không Hải quân     | K8K      | Kawanishi              | Thủy phi cơ huấn luyện chủ lực Kiểu 0                                           | 12-shi Thủy phi cơ huấn luyện chủ lực             |                              |              | Máy bay cánh kép một động cơ; 15 chiếc được đóng                                                                       |      |
| Không Hải quân     | K8P      | Nihon                  |                                                                                 | 12-Shi Thủy phi cơ huấn luyện chủ lực             |                              |              | Máy bay cánh kép một động cơ, bị hủy bỏ                                                                                |      |
| Không Hải quân     | K8W      | Watanabe               |                                                                                 | 12-Shi Thủy phi cơ huấn luyện chủ lực             |                              |              | Máy bay cánh kép một động cơ, bị hủy bỏ                                                                                |      |
| Không Hải quân     | K9W      | Watanabe               | Máy bay huấn luyện chủ lực Kiểu 2 Momiji                                        | 14-shi Máy bay huấn luyện                         | 紅葉 – Momiji – Hồng Diệp    | CYPRESS      | |      |
| Không Hải quân     | K10W     | Watanabe               | Máy bay huấn luyện trung cấp Kiểu 2                                             | 14-shi Máy bay huấn luyện trung cấp trên đất liền |                              | OAK          | Còn được dùng làm máy bay kéo mục tiêu                                                                                 |      |
| Không Hải quân     | K11W     | Watanabe               | Máy bay huấn luyện hoạt động Shiragiku                                          | 15-shi Máy bay huấn luyện                         | 白菊 – Shiragiku – Bạch Cúc  |              | |      |
| Không Hải quân     | KXA      | North American         |                                                                                 | Máy bay huấn luyện trung cấp Kiểu A               |                              |              | Hai chiếc North American NA-16 được thử nghiệm                                                                         |      |
| Không Hải quân     | KXBu     | Bücker                 |                                                                                 | Máy bay huấn luyện chủ lực Kiểu Bu                |                              |              | Bücker Bü 131 |      |
| Không Hải quân     | KXC      | Caudron                |                                                                                 | Máy bay huấn luyện Kiểu C                         |                              |              | Một chiếc Caudron C-600 được thử nghiệm                                                                                |      |
| Không Hải quân     | KXHe     | Heinkel                |                                                                                 | Máy bay huấn luyện Kiểu He                        |                              |              | Một chiếc Heinkel He 72 được thử nghiệm                                                                                |      |
| Không Hải quân     | KXJ      | Junkers                |                                                                                 | Máy bay huấn luyện Kiểu J                         |                              |              | Một chiếc Junkers A-50 được thử nghiệm                                                                                 |      |
| Không Hải quân     | KXL      | Lockheed               |                                                                                 | Máy bay huấn luyện Kiểu L                         |                              |              | Một chiếc Lockheed 10 Electra được thử nghiệm                                                                          |      |
| Không Hải quân     | L1N      | Nakajima               | Kiểu 97 Máy bay vận tải                                                         |                                                   |                              | THORA        | |      |
| Không Hải quân     | L2D      | Douglas/Nakajima/Showa | Máy bay vận tải Kiểu D Máy bay vận tải Kiểu 0                                   |                                                   |                              | TABBY        | Phiên bản sản xuất theo bản quyền của dòng Douglas DC-3                                                                |      |
| Không Hải quân     | L3Y      | Kugisho                | Kiểu 96 Máy bay vận tải                                                         |                                                   |                              | TINA         | Biến thể của dòng Mitsubishi G3M                                                                                       |      |
| Không Hải/Lục quân | L4M      | Mitsubishi             | Máy bay vận tải Kiểu 100 (Lục quân)                                             |                                                   |                              | TOPSY        | |      |
| Không Hải quân     | L5?      |                        | Máy bay vận tải không rõ danh tính                                              |                                                   |                              |              | Không có thông tin |      |
| Không Hải quân     | L6?      |                        | Máy bay vận tải không rõ danh tính                                              |                                                   |                              |              | Không có thông tin |      |
| Không Hải quân     | L7P      | Nihon                  |                                                                                 | 13-Shi Máy bay vận tải lưỡng thể cỡ nhỏ           |                              |              | Máy bay cánh đơn một động cơ bFị hủy bỏ                                                                                |      |
| Không Hải quân     | LXC      | Curtiss-Wright         |                                                                                 | Máy bay vận tải lưỡng thể Kiểu C                  |                              |              | Một chiếc Curtiss-Wright CA-1 Commuter(Curtiss Courtney) được thử nghiệm                                               |      |
| Không Hải quân     | LXD      | Douglas                |                                                                                 | Máy bay vận tải Kiểu D                            |                              |              | Một chiếc Douglas DC-4E được thử nghiệm                                                                                |      |
| Không Hải quân     | LXF      | Fairchild              |                                                                                 | Máy bay vận tải lưỡng thể Kiểu F                  |                              |              | Một chiếc Fairchild A942 được thử nghiệm.                                                                              |      |
| Không Hải quân     | LXG      | Tokyo Gas-Electric     | Máy bay vận tải liên lạc đặc biệt                                               |                                                   |                              |              | Máy bay dân dụng Tokyo Gas-Electric KR-2 dùng để vận chuyển VIP                                                        |      |
| Không Hải quân     | LXG      | Grumman                | Tàu bay lưỡng thể Kiểu Grunman                                                  |                                                   |                              |              | Một chiếc Grumman G-21 Goose được thử nghiệm                                                                           |      |
| Không Hải quân     | LXHe     | Heinkel                |                                                                                 | Kiểu He Máy bay vận tải                           |                              |              | Một chiếc Heinkel He 70 được thử nghiệm.                                                                               |      |
| Không Hải quân     | LXK      | Kinner                 |                                                                                 | Kiểu K Máy bay vận tải                            |                              |              | Một chiếc Kinner Envoy được thử nghiệm.                                                                                |      |
| Không Hải quân     | LXM      | Airspeed               |                                                                                 | Kiểu M Máy bay vận tải                            |                              |              | Hai chiếc Airspeed Envoys được thử nghiệm.                                                                             |      |
| Không Hải quân     | M6A      | Aichi                  | Máy bay tấn công đặc biệt Seiran                                                | 17-shi Máy bay tấn công đặc biệt                  | 晴嵐 – Seiran – Tình Lam     |              | |      |
| Không Hải quân     | M6A1-K   | Aichi                  | Máy bay ném bom huấn luyện tấn công đặc biệt Nanzan                             |                                                   | 南山 – Nanzan – Nam Sơn      |              | |      |
| Không Hải quân     | MXJ1     | Nihon                  | Tàu lượn huấn luyện chủ lực Wakakusa                                            | 17-shi Máy bay nghiên cứu thực nghiệm             | 若草 – Wakakusa – Nhã Thảo   |              | Tàu lượn hai chỗ ngồi                                                                                                  |      |
| Không Hải quân     | MXY1     | Kugisho                | Máy bay thử nghiệm                                                              | MXY1                                              |                              |              | Máy bay nghiên cứu một chỗ ngồi                                                                                        |      |
| Không Hải quân     | MXY2     | Kugisho                | Máy bay thử nghiệm                                                              | MXY2                                              |                              |              | Máy bay nghiên cứu một chỗ ngồi                                                                                        |      |
| Không Hải quân     | MXY3     | Kugisho                | Tàu lượn mục tiêu                                                               | MXY3                                              |                              |              | Máy bay mục tiêu không người lái điều khiển bằng sóng radio                                                            |      |
| Không Hải quân     | MXY4     | Kugisho                | Máy bay mụ tiêu Kiểu 1                                                          | MXY4                                              |                              |              | Máy bay mục tiêu không người lái điều khiển bằng sóng radio                                                            |      |
| Không Hải quân     | MXY5     | Kugisho                | Tàu bay vận tải                                                                 | MXY5                                              |                              |              | Tàu lượn đột kích; 12 chiếc được đóng                                                                                  |      |
| Không Hải quân     | MXY6     | Kugisho                | Tàu lượn Kiểu "Ente"                                                            | MXY6                                              |                              |              | |      |
| Không Hải quân     | MXY7     | Kugisho                | Máy bay tấn công cảm tử Ohka                                                    | MXY7                                              | 桜花 – Ohka – Anh Đào        | BAKA         | |      |
| Không Hải quân     | MXY8     | Kugisho                | Tàu lượn huấn luyện Akigusa                                                     | MXY8                                              | 秋草 – Akigusa – Thu Thảo    |              | |      |
| Không Hải quân     | MXY9     | Kugisho                | Tàu lượn huấn luyện Shuka                                                       | MXY9                                              | 秋火 – Shuka – Thu Hỏa       |              | Tàu lượn huấn luyện rocket đánh chặn (có khả năng cũng là tên gọi của bản sao không bay được của chiếc Mitsubishi A6M) |      |
| Không Hải quân     | MXY10    | Kugisho                | Mồi nhử dạng máy bay ném bom Ginga                                              | MXY10                                             |                              |              | Bản sao không bay được của chiếc Kugisho P1Y1                                                                          |      |
| Không Hải quân     | MXY11    | Kugisho                | Mồi nhử dạng máy bay ném bom Kiểu 1                                             | MXY11                                             |                              |              | Bản sao không bay được của chiếc Mitsubishi G4M                                                                        |      |
| Không Hải quân     | MXZ1     | Mizuno                 |                                                                                 | 17-shi Máy bay nghiên cứu thực nghiệm             |                              |              | Tàu lượn huấn luyện căn bản                                                                                            |      |

#### Máy bay không rõ danh tính
| Đơn vị         | Tên ngắn | Nhà sản xuất | Tên chính thức                                   | Tên thí nghiệm (Hải quân), Vai trò (Lục quân) | Tên phổ biến             | Mã Đồng Minh | Ghi chú                             |
| -------------- | -------- | ------------ | ------------------------------------------------ | --------------------------------------------- | ------------------------ | ------------ | ----------------------------------- |
| Không Hải quân |          |              | Máy bay tấn công cảm tử hải quân Ohka            |                                               | Sukukaze – Cool Breeze   | OMAR         | Giả tạo                             |
| Không Hải quân |          |              | Máy bay tấn công đặc biệt thí nghiệm 1           |                                               | Toka – Wisteria          |              |                                     |
| Không Hải quân |          |              | Máy bay tấn công thí nghiệm 1                    |                                               | Tozan – Eastern Mountain |              |                                     |
| Không Hải quân |          | Aichi        | Thủy phi cơ trinh sát Kiểu 97?                   |                                               |                          | BOB          | Định danh sai                       |
| Không Hải quân |          | Aichi        | Thủy phi cơ ném bom Kiểu 98?                     |                                               |                          | IONE         | Định danh sai                       |
| Không Hải quân |          |              | Tàu bay bốn động cơ Kiểu 99?                     |                                               |                          | JOAN         | Định danh sai                       |
| Không Hải quân |          | Aichi        | Thủy phi cơ ném bom bổ nhào một động cơ Kiểu 99? |                                               |                          |              |                                     |
| Không Hải quân |          | Mitsubishi   | Máy bay chiến đấu một chỗ ngồi Kiểu 1?           |                                               |                          | ZEKE         | Định danh sai                       |
| Không Hải quân |          | Mitsubishi   | Máy bay chiến đấu trên tàu sân bay Kiểu 96?      |                                               |                          | SANDY        | Định danh sai                       |
| Không Hải quân |          | Nakajima     | Thủy phi cơ chiến đấu Kiểu 97                    |                                               |                          | ADAM         | Giả tạo                             |
| Không Hải quân |          | Nakajima     | Máy bay ném bom bổ nhào Kiểu 1?                  |                                               |                          | DOT          | Định danh sai                       |
| Không Hải quân | E7K      | Nakajima     | Thủy phi cơ chiến đấu Kiểu 97                    |                                               |                          | ADAM         | Định danh sai                       |
| Không Hải quân |          |              | Tàu bay Kiểu 99                                  |                                               |                          | JOAN         | Định danh sai của chiếc H6K hay H5Y |
| Không Hải quân |          |              | Máy bay chiến đấu Kiểu T.K.19                    |                                               |                          | JOE          | Giả tạo                             |
| Không Hải quân |          |              | Thủy phi cơ ném bom bổ nhào Kiểu 99              |                                               |                          | JUNE         | Định danh sai của thuy phi cơ D3A   |
| Không Hải quân | Nagoya   | Sento-ki 001 | Máy bay chiến đấu trên tàu sân bay Sento-ki 001  |                                               |                          | JUNE         | Định danh sai của A6M               |

### Tên máy bay Không lực Lục quân Nhật

#### Ki-1-50
| Đơn vị         | Tên ngắn                | Nhà sản xuất | Tên chính thức                                                                 | Tên thí nghiệm (Hải quân), Vai trò (Lục quân) | Tên phổ biến                        | Mã Đồng Minh                    | Ghi chú                                                          |
| -------------- | ----------------------- | ------------ | ------------------------------------------------------------------------------ | --------------------------------------------- | ----------------------------------- | ------------------------------- | ---------------------------------------------------------------- |
| Không Lục quân | Ki-1                    | Mitsubishi   | 九三式重爆撃機 ( kyū sanshiki jū bakugekiki) Máy bay ném bom hạng nặng Kiểu 93 | Máy bay ném bom hạng nặng                     |                                     |                                 | Máy bay cánh đơn                                                 |
| Không Lục quân | Ki-2                    | Mitsubishi   | 九三式双発軽爆撃機 – Máy bay ném bom hạng nhẹ hai động cơ Kiểu 93 Mistubishi   | Máy bay ném bom hạng nhẹ                      |                                     | LOUISE                          | Máy bay cánh đơn                                                 |
| Không Lục quân | Ki-3                    | Kawasaki     | 九三式単発軽爆撃機 – Máy bay ném bom hạng nhẹ một động cơ Kiểu 93 Kawasaki     | Máy bay ném bom hạng nhẹ                      |                                     |                                 | Máy bay cánh kép                                                 |
| Không Lục quân | Ki-4                    | Nakajima     | Máy bay trinh sát Kiểu 94 Nakajima                                             | Máy bay trinh sát                             |                                     |                                 | Máy bay cánh kép                                                 |
| Không Lục quân | Ki-5                    | Kawasaki     |                                                                                | Máy bay chiến đấu                             |                                     |                                 | Cánh gấp ngược                                                   |
| Không Lục quân | Ki-6                    | Nakajima     | Máy bay huấn luyện Kiểu 95 Mẫu 2                                               | Máy bay huấn luyện chiến lược                 |                                     |                                 | Máy bay cánh đơn cao                                             |
| Không Lục quân | Ki-7                    | Mitsubishi   |                                                                                | Máy bay huấn luyện chiến lược                 |                                     |                                 | Đối thủ cạnh tranh của chiếc Ki-6                                |
| Không Lục quân | Ki-8                    | Nakajima     |                                                                                | Máy bay chiến đấu                             |                                     |                                 | Cánh hải âu ngược                                                |
| Không Lục quân | Ki-9 – 立川 キ9         | Tachikawa    | 九五式一型練習機 – Máy bay huấn luyện Kiểu 95 Mẫu 1                            | Máy bay huấn luyện                            |                                     | SPRUCE                          | Còn gọi là "Churen" (Máy bay huấn luyện hạng trung)              |
| Không Lục quân | Ki-10                   | Kawasaki     | 九五式戦闘機 – Máy bay chiến đấu Kiểu 95                                       | Máy bay chiến đấu                             |                                     |                                 | Máy bay chiến đấu cánh kép cuối cùng của lục quân Nhật           |
| Không Lục quân | Ki-11                   | Nakajima     |                                                                                | Máy bay chiến đấu                             |                                     |                                 | Đối thủ cạnh tranh của chiếc Ki-10                               |
| Không Lục quân | Ki-12                   | Nakajima     |                                                                                | Máy bay chiến đấu                             |                                     |                                 | Máy bay mang thiết bị hạ cánh gập được                           |
| Không Lục quân | Ki-13                   | Nakajima     |                                                                                | Máy bay cường kích                            |                                     |                                 | Bị hủy bỏ                                                        |
| Không Lục quân | Ki-14                   | Mitsubishi   |                                                                                | Máy bay trinh thám phối hợp                   |                                     |                                 | Bị hủy bỏ                                                        |
| Không Lục quân | Ki-15 – 三菱 キ15       | Mitsubishi   | 九七式司令部偵察機 – Máy bay trinh thám chiến trường Kiểu 97                   | Máy bay trinh thám chiến trường               | Karigane – chim Nhạn                | BABS                            | Được Hải quân dùng dưới tên gọi C5M                              |
| Không Lục quân | Ki-16                   | Nakajima     |                                                                                | Máy bay vận chuyển xăng                       |                                     |                                 | Phiên bản nội địa của chiếc Douglas DC-2                         |
| Không Lục quân | Ki-17 – 立川 キ17       | Tachikawa    | 九五式三型練習機 – Máy bay huấn luyện Kiểu 95 Mẫu 3                            | Máy bay huấn luyện                            | Shoren – Máy bay huấn luyện chủ lực | CEDAR                           |                                                                  |
| Không Lục quân | Ki-18                   | Mitsubishi   |                                                                                | Máy bay chiến đấu                             |                                     |                                 | Phiên bản thử nghiệm của chiếc A5M do lục quân lắp ráp           |
| Không Lục quân | Ki-19                   | Nakajima     |                                                                                | Máy bay ném bom hạng nặng                     |                                     |                                 | Đối thủ cạnh tranh của chiếc Mitsubishi Ki-19                    |
| Không Lục quân | Ki-19                   | Mitsubishi   |                                                                                | Máy bay ném bom hạng nặng                     |                                     |                                 | Đổi tên thành Ki-21                                              |
| Không Lục quân | Ki-20                   | Mitsubishi   | 九二式重爆撃機 – Máy bay ném bom hạng nặng Kiểu 92 Mitsubishi                  | Máy bay ném bom hạng nặng                     |                                     |                                 | Phiên bản quân sự hóa của chiếc Junkers G-38                     |
| Không Lục quân | Ki-21 – 三菱 キ21       | Mitsubishi   | 九七式重爆撃機 – Máy bay ném bom hạng nặng Kiểu 97 Mitsubishi                  | Máy bay ném bom hạng nặng                     |                                     | SALLY / GWEN                    | Máy bay ném bom chủ lực của Lục quân Nhật                        |
| Không Lục quân | Ki-21                   | Mitsubishi   | Máy bay ném bom hạng nặng Kiểu 97                                              |                                               |                                     | JANE                            | Định danh sai của 'SALLY'-Ki-21                                  |
| Không Lục quân | Ki-22                   | Kawasaki     |                                                                                | Máy bay ném bom hạng nặng                     |                                     |                                 | Bị hủy bỏ                                                        |
| Không Lục quân | Ki-23                   | Tachikawa    |                                                                                | Tàu lượn                                      |                                     |                                 | Tàu lượn                                                         |
| Không Lục quân | Ki-24                   | Fukuda       |                                                                                | Tàu lượn                                      |                                     |                                 | Chủ lực                                                          |
| Không Lục quân | Ki-25                   | Tachikawa    |                                                                                | Tàu lượn                                      |                                     |                                 | Phụ trợ                                                          |
| Không Lục quân | Ki-26                   | Tachikawa    |                                                                                | Tàu lượn                                      |                                     |                                 | Tàu lượn                                                         |
| Không Lục quân | Ki-27 – 中島 キ27       | Nakajima     | 九七式戦闘機 – Máy bay chiến đấu Kiểu 97                                       | Máy bay chiến đấu                             |                                     | NATE / CLINT                    | Vẫn được Lục quân sử dụng đến những năm 1940                     |
| Không Lục quân | Ki-28                   | Kawasaki     |                                                                                | Máy bay chiến đấu                             |                                     |                                 | Đối thủ cạnh tranh của chiếc Ki-27                               |
| Không Lục quân | Ki-29                   | Tachikawa    |                                                                                | Máy bay ném bom hạng nhẹ                      |                                     |                                 | Bị hủy bỏ                                                        |
| Không Lục quân | Ki-30 – 三菱 キ30       | Mitsubishi   | 九七式軽爆撃機 – Máy bay ném bom hạng nhẹ Kiểu 97 Mitsubishi                   | Máy bay ném bom hạng nhẹ                      |                                     | ANN                             | Đối thủ cạnh tranh của chiếc Ki-32                               |
| Không Lục quân | Ki-31                   | Nakajima     |                                                                                | Máy bay ném bom hạng nhẹ                      |                                     |                                 | Bị hủy bỏ; Đối thủ cạnh tranh của chiếc Ki-28 & Ki-30.           |
| Không Lục quân | Ki-32 – 川崎 キ32       | Kawasaki     | 九八式軽爆撃機 – Máy bay ném bom hạng nhẹ Kiểu 98                              | Máy bay ném bom hạng nhẹ                      |                                     | MARY                            | Đối thủ cạnh tranh của chiếc Ki-30                               |
| Không Lục quân | Ki-33                   | Mitsubishi   |                                                                                | Máy bay chiến đấu                             |                                     |                                 | Đối thủ cạnh tranh của chiếc Ki-27. Giống chiếc A5M của Hải quân |
| Không Lục quân | Ki-34 – 中島 キ34       | Nakajima     | 九七式輸送機 – Máy bay vận tải Kiểu 97                                         | Máy bay vận tải                               |                                     | THORA                           | Dựa trên phiên bản thương mại của chiếc AT-2                     |
| Không Lục quân | Ki-35                   | Mitsubishi   |                                                                                | Máy bay trinh thám phối hợp                   |                                     |                                 | Bị hủy bỏ                                                        |
| Không Lục quân | Ki-36 – 立川 キ36       | Tachikawa    | 九八式直接協同偵察機 – Máy bay trinh thám phối hợp Kiểu 98                     | Máy bay trinh thám phối hợp                   |                                     | IDA                             | khung gầm cố định                                                |
| Không Lục quân | Ki-37                   | Nakajima     |                                                                                | Máy bay chiến đấu                             |                                     |                                 | Bị hủy bỏ                                                        |
| Không Lục quân | Ki-38                   | Kawasaki     |                                                                                | Máy bay chiến đấu                             |                                     |                                 | trở thành chiếc Ki-45                                            |
| Không Lục quân | Ki-39                   | Mitsubishi   |                                                                                | Máy bay chiến đấu                             |                                     |                                 | Bị hủy bỏ                                                        |
| Không Lục quân | Ki-40                   | Mitsubishi   |                                                                                | Máy bay trinh thám chiến trường               |                                     |                                 | Bị hủy bỏ                                                        |
| Không Lục quân | Ki-41                   | Nakajima     |                                                                                | Máy bay vận tải                               |                                     |                                 | Bị hủy bỏ                                                        |
| Không Lục quân | Ki-42                   | Mitsubishi   |                                                                                | Máy bay ném bom hạng nặng                     |                                     |                                 | Bị hủy bỏ                                                        |
| Không Lục quân | Ki-43 – 中島 キ43       | Nakajima     | 一式戦闘機 隼 – Máy bay chiến đấu Kiểu 1                                       | Máy bay chiến đấu                             | 隼 – Hayabusa – chim Chuẩn          | OSCAR                           | Máy bay chiến đấu chủ lực của Lục quân Nhật                      |
| Không Lục quân | Ki-44 – 中島 キ44       | Nakajima     | 二式単座戦闘機 – Máy bay chiến đấu một chỗ ngồi Kiểu 2                         | Máy bay chiến đấu                             | 鍾馗 – Shoki – Chung Quỳ            | TOJO (JOHN duplicate code name) | Máy bay đánh chặn                                                |
| Không Lục quân | Ki-45 – 川崎 キ45       | Kawasaki     |                                                                                | Máy bay chiến đấu                             |                                     |                                 | Bị hủy bỏ do vấn đề về động cơ                                   |
| Không Lục quân | Ki-45 Kai – 川崎 キ45改 | Kawasaki     | 二式複座戦闘機 – Máy bay chiến đấu hai chỗ ngồi Kiểu 2                         | Máy bay chiến đấu                             | 屠龍 – Toryu – Brave Dragon         | NICK                            | Phiên bản chiến đấu về đêm gắn súng nhắm cố định góc trên mũi.   |
| Không Lục quân | Ki-46 – 三菱 キ46       | Mitsubishi   | 一〇〇式司令部偵察機 – Máy bay trinh thám chiến trường Kiểu 100 Mitsubishi     | Máy bay trinh thám chiến trường               |                                     | DINAH                           |                                                                  |
| Không Lục quân | Ki-47                   | Mitsubishi   |                                                                                | Máy bay ném bom hạng nhẹ                      |                                     |                                 | Bị hủy bỏ                                                        |
| Không Lục quân | Ki-48 – 川崎 キ48       | Kawasaki     | 九九式双発軽爆撃機 – Máy bay ném bom hạng nhẹ hai động cơ Kiểu 99              | Máy bay ném bom hạng nhẹ                      |                                     | LILY                            |                                                                  |
| Không Lục quân | Ki-49 – 中島 キ49       | Nakajima     | 一〇〇式重爆撃機 – Máy bay ném bom hạng nặng Kiểu 100                          | Máy bay ném bom hạng nặng                     | 呑龍 – Donryu – Thôn Long           | HELEN                           |                                                                  |
| Không Lục quân | Ki-50                   | Mitsubishi   |                                                                                | Máy bay ném bom hạng nặng                     |                                     |                                 | Bị hủy bỏ                                                        |

#### Ki-51-100
| Đơn vị         | Tên ngắn            | Nhà sản xuất | Tên chính thức                                                           | Tên thí nghiệm (Hải quân), Vai trò (Lục quân) | Tên phổ biến                       | Mã Đồng Minh           | Ghi chú                                                                |
| -------------- | ------------------- | ------------ | ------------------------------------------------------------------------ | --------------------------------------------- | ---------------------------------- | ---------------------- | ---------------------------------------------------------------------- |
| Không Lục quân | Ki-51 – 三菱 キ51   | Mitsubishi   | 九九式襲撃機/軍偵察機 Máy bay cường kích/ trinh sát Kiểu 99 Mitsubishi   | Máy bay cường kích / trinh sát lục quân       |                                    | SONIA                  |                                                                        |
| Không Lục quân | Ki-52               | Nakajima     |                                                                          | Máy bay ném bom bổ nhào                       |                                    |                        | Bị hủy bỏ                                                              |
| Không Lục quân | Ki-53               | Nakajima     |                                                                          | Máy bay chiến đấu                             |                                    |                        | Máy bay chiến đấu nghiều chỗ ngồi tốc độ cao. Chỉ tồn tại ở dạng dự án |
| Không Lục quân | Ki-54a – 立川 キ54  | Tachikawa    | 一式双発高等練習機 – Máy bay huấn luyện cấp cao hai động cơ Kiểu 1       | Máy bay huấn luyện                            |                                    | HICKORY                |                                                                        |
| Không Lục quân | Ki-54b              | Tachikawa    | Máy bay huấn luyện chiến dịch Kiểu 1                                     | Máy bay huấn luyện                            |                                    | HICKORY                |                                                                        |
| Không Lục quân | Ki-54c              | Tachikawa    | Máy bay vận tải Kiểu 1                                                   | Máy bay vận tải                               |                                    | HICKORY                |                                                                        |
| Không Lục quân | Ki-55 – 立川 キ55   | Tachikawa    | 九九式高等練習機 – Máy bay huấn luyện cấp cao Kiểu 99                    | Máy bay huấn luyện                            | Koren - Máy bay huấn luyện cao cấp | IDA                    | Phiên bản khác của chiếc Ki-36.                                        |
| Không Lục quân | Ki-56 – 川崎 キ56   | Kawasaki     | 一式貨物輸送機 – Máy bay vận tải hàng hóa Kiểu 1                         | Máy bay vận tải                               |                                    | THALIA                 | Phiên bản vận tải quân sự của máy bay Kiểu RO/LO (Lockheed 14)         |
| Không Lục quân | Ki-57 – 三菱 キ57   | Mitsubishi   | 一〇〇式輸送機 – Máy bay vận tải Kiểu 100                                | Máy bay vận tải                               |                                    | TOPSY                  | Còn được gọi là MC-20 (Dân dụng) và L4M (Hải quân)                     |
| Không Lục quân | Ki-58               | Nakajima     |                                                                          | Máy bay hộ tống                               |                                    |                        | Phiên bản khác của chiếc Ki-49                                         |
| Không Lục quân | Ki-59 – 国際 キ59   | Kokusai      | 一式輸送機 – Máy bay vận tải Kiểu 1 Kokusai                              | Máy bay vận tải                               |                                    | THERESA                | Còn được gọi là TK-3 (Dân dụng)                                        |
| Không Lục quân | Ki-60               | Kawasaki     |                                                                          | Máy bay chiến đấu                             |                                    |                        | mang động cơ DB601                                                     |
| Không Lục quân | Ki-61 – 川崎 キ61   | Kawasaki     | 三式戦闘機 – Máy bay chiến đấu Kiểu 3                                    | Máy bay chiến đấu                             | 飛燕 – Hien – Phi Yến              | TONY                   |                                                                        |
| Không Lục quân | Ki-62               | Nakajima     |                                                                          | Máy bay chiến đấu                             |                                    |                        | Bị hủy bỏ                                                              |
| Không Lục quân | Ki-63               | Nakajima     |                                                                          | Máy bay chiến đấu                             |                                    |                        | Bị hủy bỏ                                                              |
| Không Lục quân | Ki-64               | Kawasaki     |                                                                          | Máy bay chiến đấu                             |                                    | ROB                    | Gắn động cơ ở ngay trước và sau buồng lái                              |
| Không Lục quân | Ki-65               | Mitsubishi   |                                                                          | Máy bay cường kích                            |                                    |                        | Dự án thiết kế máy bay thay thế dòng Ki-51                             |
| Không Lục quân | Ki-65               | Manshu       |                                                                          | Máy bay chiến đấu                             |                                    |                        | Dự án máy bay chiến đấu hạng nặng                                      |
| Không Lục quân | Ki-66               | Kawasaki     |                                                                          | Máy bay ném bom bổ nhào                       |                                    |                        | Bị hủy bỏ                                                              |
| Không Lục quân | Ki-67 – 三菱 キ67   | Mitsubishi   | 四式重爆撃機 – Máy bay ném bom hạng nặng Kiểu 4                          | Máy bay ném bom hạng nặng                     | 飛龍 – Hiryū – Phi Long            | PEGGY                  | Còn được sử dụng làm máy bay ném ngư lôi và máy bay đánh chặn.         |
| Không Lục quân | Ki-68               | Nakajima     |                                                                          | Máy bay ném bom                               |                                    |                        | Dự án máy bay ném bom tầm xa                                           |
| Không Lục quân | Ki-69               | Mitsubishi   |                                                                          | Máy bay hộ tống                               |                                    |                        | Dự án thiết kế phiên bản khác của chiếc Ki-67                          |
| Không Lục quân | Ki-70               | Tachikawa    |                                                                          | Máy bay trinh thám chiến trường               |                                    | CLARA                  | Bị hủy bỏ                                                              |
| Không Lục quân | Ki-71               | Manshu       |                                                                          | Máy bay cường kích                            |                                    | EDNA                   | Phiên bản của chiếc Ki-51 với bộ khung gầm gập được                    |
| Không Lục quân | Ki-72               | Tachikawa    |                                                                          | Máy bay trinh thám phối hợp                   |                                    |                        | Dự án thiết kế hiên bản khác của chiếc Ki-36                           |
| Không Lục quân | Ki-73               | Mitsubishi   |                                                                          | Máy bay chiến đấu                             |                                    | STEVE                  | Bị hủy bỏ                                                              |
| Không Lục quân | Ki-74               | Tachikawa    |                                                                          | Máy bay trinh thám ném bom                    |                                    | PATSY (ban đầu là PAT) | Máy bay ném bom tầm xa                                                 |
| Không Lục quân | Ki-75               | Nakajima     |                                                                          | Máy bay chiến đấu                             |                                    |                        | Máy bay chiến đấu nhiều chỗ ngồi với buồng lái áp suất. Bị hủy bỏ      |
| Không Lục quân | Ki-76 – 国際 キ76   | Kokusai      | 三式指揮連絡機 – Máy bay liên lạc chỉ huy Kiểu 3                         | Đa dụng                                       |                                    | STELLA                 | Còn được sử dụng trong vai trò tuần tra chống tàu ngầm                 |
| Không Lục quân | Ki-77               | Tachikawa    | A-26 長距離機 – Máy bay tầm xa thí nghiệm                                | Máy bay thí nghiệm                            |                                    |                        |                                                                        |
| Không Lục quân | Ki-78               | Kawasaki     | 研三高速研究機 – Máy bay tốc độ cao KEN III ( (Nghiên cứu 3) Kensan III) | Máy bay thí nghiệm                            |                                    |                        |                                                                        |
| Không Lục quân | Ki-79 – 満州 キ79   | Manshu       | 二式高等練習機 – Máy bay huấn luyện cấp cao Kiểu 2                       | Máy bay huấn luyện                            |                                    |                        | Phiên bản khác của chiếc Ki-27                                         |
| Không Lục quân | Ki-80               | Nakajima     |                                                                          | Máy bay chỉ huy đội hình                      |                                    |                        | Phiên bản khác của chiếc Ki-49                                         |
| Không Lục quân | Ki-81               | Kawasaki     |                                                                          | Máy bay chỉ huy đội hình                      |                                    |                        | Phiên bản khác của chiếc Ki-48. Chỉ tồn tại ở dạng dự án               |
| Không Lục quân | Ki-82               | Nakajima     |                                                                          | Máy bay ném bom hạng nặng                     |                                    |                        | Bị hủy bỏ                                                              |
| Không Lục quân | Ki-83               | Mitsubishi   |                                                                          | Máy bay chiến đấu                             |                                    |                        | Máy bay chiến đấu tầm xa                                               |
| Không Lục quân | Ki-84 – 中島 キ84   | Nakajima     | 四式戦闘機 – Máy bay chiến đấu Kiểu 4                                    | Máy bay chiến đấu                             | 疾風 – Hayate – Tật Phong          | FRANK                  |                                                                        |
| Không Lục quân | Ki-85               | Kawasaki     |                                                                          | Máy bay ném bom                               |                                    |                        | Phiên bản lục quân của chiếc G5N1                                      |
| Không Lục quân | Ki-86               | Kokusai      | Máy bay huấn luyện căn bản Kiểu 4 Kokusai                                | Máy bay huấn luyện                            |                                    | CYPRESS                | Bücker Bü 131                                                          |
| Không Lục quân | Ki-87               | Nakajima     |                                                                          | Máy bay chiến đấu                             |                                    |                        | Máy bay chiến đấu tầm cao                                              |
| Không Lục quân | Ki-88               | Kawasaki     |                                                                          | Máy bay chiến đấu                             |                                    |                        | Động cơ đẩy                                                            |
| Không Lục quân | Ki-89               | Kawasaki     |                                                                          | Máy bay thí nghiệm                            |                                    |                        | Bị hủy bỏ                                                              |
| Không Lục quân | Ki-90               | Mitsubishi   |                                                                          | Máy bay ném bom                               |                                    |                        | Dự án máy bay ném bom tầm xa                                           |
| Không Lục quân | Ki-91               | Kawasaki     |                                                                          | Máy bay ném bom                               |                                    |                        | Máy bay ném bom tầm xa                                                 |
| Không Lục quân | Ki-92               | Tachikawa    |                                                                          | Máy bay vận tải                               |                                    |                        | Máy bay vận tải cỡ lớn                                                 |
| Không Lục quân | Ki-93               | Rikugun      |                                                                          | Máy bay cường kích                            |                                    |                        | Gắn pháo 57 mm trong thân máy bay                                      |
| Không Lục quân | Ki-94               | Tachikawa    |                                                                          | Máy bay chiến đấu                             |                                    |                        | Máy bay chiến đấu hai đuôi tầm cao                                     |
| Không Lục quân | Ki-95               | Mitsubishi   |                                                                          | Máy bay trinh thám chiến trường               |                                    |                        | Phiên bản khác của chiếc Ki-83                                         |
| Không Lục quân | Ki-96               | Kawasaki     |                                                                          | Máy bay chiến đấu                             |                                    |                        | Máy bay đánh chặn                                                      |
| Không Lục quân | Ki-97               | Mitsubishi   |                                                                          | Máy bay vận tải                               |                                    |                        | Phiên bản vận tải của chiếc Ki-67                                      |
| Không Lục quân | Ki-98               | Manshu       |                                                                          | Máy bay chiến đấu                             |                                    |                        | Máy bay hai đuôi với động cơ đẩy                                       |
| Không Lục quân | Ki-99               | Mitsubishi   |                                                                          | Máy bay chiến đấu                             |                                    |                        | Bị hủy bỏ                                                              |
| Không Lục quân | Ki-100 – 川崎 キ100 | Kawasaki     | 五式戦闘機 – Máy bay chiến đấu Kiểu 5                                    | Máy bay chiến đấu                             |                                    |                        | Phiên bản khác của chiếc Ki-61                                         |

#### Ki-101+
| Đơn vị         | Tên ngắn            | Nhà sản xuất | Tên chính thức                                                                              | Tên thí nghiệm (Hải quân), Vai trò (Lục quân) | Tên phổ biến                               | Mã Đồng Minh | Ghi chú                                                  |
| -------------- | ------------------- | ------------ | ------------------------------------------------------------------------------------------- | --------------------------------------------- | ------------------------------------------ | ------------ | -------------------------------------------------------- |
| Không Lục quân | Ki-101              | Nakajima     |                                                                                             | Máy bay chiến đấu                             |                                            | PERRY        | Máy bay chiến đấu bay đêm                                |
| Không Lục quân | Ki-102 – 川崎 キ102 | Kawasaki     | 四式襲撃機 – Kiểu 4 Assault Aircraft                                                        | Máy bay chiến đấu / Máy bay cường kích        |                                            | RANDY        |                                                          |
| Không Lục quân | Ki-103              | Mitsubishi   |                                                                                             | Máy bay cường kích                            |                                            |              | Máy bay cường kích variant of Ki-83                      |
| Không Lục quân | Ki-104              | Rikugun      |                                                                                             | Máy bay chiến đấu                             |                                            |              | Ki-94 variant                                            |
| Không Lục quân | Ki-105              | Kokusai      |                                                                                             | Máy bay vận tải                               |                                            | BUZZARD      | Powered Ku-7                                             |
| Không Lục quân | Ki-106              | Tachikawa    |                                                                                             | Máy bay chiến đấu                             |                                            |              | Wooden Ki-84                                             |
| Không Lục quân | Ki-107              | Tokyo        |                                                                                             | Máy bay huấn luyện                            |                                            |              | Máy bay huấn luyện chủ lực bằng gỗ                       |
| Không Lục quân | Ki-108              | Kawasaki     |                                                                                             | Máy bay chiến đấu                             |                                            |              | High-altitude Máy bay chiến đấu with pressurized cockpit |
| Không Lục quân | Ki-109 – 三菱 キ109 | Mitsubishi   | 試作特殊防空戦闘機 – Mitsubishi Army Experimental heavy Máy bay chiến đấu Máy bay đánh chặn | Máy bay chiến đấu                             |                                            |              | Máy bay đánh chặn Ki-67 với pháo 75mm                    |
| Không Lục quân | Ki-110              | Tachikawa    |                                                                                             | Máy bay vận tải                               |                                            |              | Wooden Ki-54                                             |
| Không Lục quân | Ki-111              | Tachikawa    |                                                                                             | Máy bay vận chuyển xăng                       |                                            |              | Bị hủy bỏ                                                |
| Không Lục quân | Ki-112              | Mitsubishi   |                                                                                             | Máy bay ném bom hạng nặng                     |                                            |              | Wooden Ki-67                                             |
| Không Lục quân | Ki-113              | Nakajima     |                                                                                             | Máy bay chiến đấu                             |                                            |              | Steel Ki-84                                              |
| Không Lục quân | Ki-114              | Tachikawa    |                                                                                             | Máy bay vận tải                               |                                            |              | Wooden Ki-92                                             |
| Không Lục quân | Ki-115              | Nakajima     |                                                                                             | Máy bay tấn công cảm tử                       | Tsurugi – Kiếm                             |              |                                                          |
| Không Lục quân | Ki-116              | Manshu       |                                                                                             | Máy bay chiến đấu                             |                                            |              | Ki-84 variant with 1500 hp engine                        |
| Không Lục quân | Ki-117              | Nakajima     |                                                                                             | Máy bay chiến đấu                             |                                            |              | Ki-84 variant                                            |
| Không Lục quân | Ki-118              | Mitsubishi   |                                                                                             | Máy bay chiến đấu                             |                                            |              | Bị hủy bỏ                                                |
| Không Lục quân | Ki-119              | Kawasaki     |                                                                                             | Máy bay chiến đấu ném bom                     |                                            |              | Máy bay chiến đấu nem bom bổ nhào và phóng lôi           |
| Không Lục quân | Ki-147              | Kawasaki     |                                                                                             | Tên lửa dẫn đường bằng sóng radio             |                                            |              |                                                          |
| Không Lục quân | Ki-148              | Kawasaki     | I-gou type 1 othu                                                                           | Bom dẫn đường                                 |                                            |              | Phóng từ máy bay ném bom Ki-48                           |
| Không Lục quân | Ki-167              | Mitsubishi   |                                                                                             | Máy bay tấn công cảm tử                       | Sakura-dan - Cherry Blossom                |              | Special attack version of Ki-67                          |
| Không Lục quân | Ki-174              | Kawasaki     |                                                                                             | Máy bay tấn công cảm tử                       |                                            |              | Single-seat version of Ki-48. Not built                  |
| Không Lục quân | Ki-200              | Mitsubishi   |                                                                                             | Tiêm kích tên lửa thử nghiệm của Lục quân     | 秋水 – Shusui – Sharp Sword                |              | Chiếc J8M1 của Hải Quân                                  |
| Không Lục quân | Ki-201              | Nakajima     |                                                                                             | Máy bay chiến đấu ném bom                     | 火龍 Karyū – Hỏa Long                      |              | Chỉ tồn tại ở dạng dự án                                 |
| Không Lục quân | Ki-202              | Rikugun      |                                                                                             | Máy bay đánh chặn                             | 秋水改 – Shusui–kai – Sharp Sword Improved |              | Advanced Ki-200                                          |
| Không Lục quân | Ki-230              | Nakajima     |                                                                                             | Máy bay tấn công cảm tử                       |                                            |              | Máy bay tấn công cảm tử version of Ki-115. Not built     |

#### Máy bay khác
| Đơn vị         | Tên ngắn | Nhà sản xuất     | Tên chính thức                                        | Tên thí nghiệm (Hải quân), Vai trò (Lục quân) | Tên phổ biến                 | Mã Đồng Minh  | Ghi chú                                                                          |
| -------------- | -------- | ---------------- | ----------------------------------------------------- | --------------------------------------------- | ---------------------------- | ------------- | -------------------------------------------------------------------------------- |
| Không Lục quân | Ka-go    | Kayaba           | Ka-go Observer                                        | Trực thăng không động cơ giám sát             |                              |               | Artillery observation autogyro                                                   |
| Không Lục quân | Ka-1     | Kayaba           | カ号観測機 – Ka-Gō Artillery spotter                  |                                               |                              |               | Based on Kellett KD-1 autogyro                                                   |
| Không Lục quân | Ka-2     | Kayaba           |                                                       |                                               |                              |               | Improved version of the Ka-1                                                     |
| Không Lục quân | Ku-1     | Maeda            | Maeda Army Kiểu 2 Tàu lượn nhỏ                        | Máy bay vận tải                               |                              |               | Towed by Ki-51                                                                   |
| Không Lục quân | Ku-2     | Tokyo University |                                                       | Máy bay thí nghiệm                            |                              |               | Máy bay thí nghiệm không đuôi                                                    |
| Không Lục quân | Ku-3     | Tokyo University |                                                       | Máy bay thí nghiệm                            |                              |               | Máy bay thí nghiệm không đuôi                                                    |
| Không Lục quân | Ku-4     | Tokyo University |                                                       | Máy bay thí nghiệm                            |                              |               | Powered Ku-2. Chỉ tồn tại ở dạng dự án.                                          |
| Không Lục quân | Ku-5     | Fukuda           |                                                       | Máy bay huấn luyện                            |                              |               | Máy bay thí nghiệm                                                               |
| Không Lục quân | Ku-6     | Maeda            |                                                       | Xe tăng bay                                   |                              |               | Bị hủy bỏ                                                                        |
| Không Lục quân | Ku-7     | Kokusai          |                                                       | Máy bay vận tải                               |                              |               | trở thành chiếc Ki-105 (powered Tàu lượn)                                        |
| Không Lục quân | Ku-8     | Kokusai          | Kokusai Army Kiểu 4 Máy bay vận tải đặc biệt          | Máy bay vận tải                               |                              | GOOSE         | Towed by Ki-21                                                                   |
| Không Lục quân | Ku-8     | Kokusai          | Kokusai Army Kiểu 4 Máy bay vận tải đặc biệt          | Máy bay vận tải                               |                              | GANDER        | Towed by Ki-21                                                                   |
| Không Lục quân | Ku-9     | Fukuda           |                                                       | Máy bay vận tải                               |                              |               | Bị hủy bỏ                                                                        |
| Không Lục quân | Ku-10    | Maeda            |                                                       | Máy bay huấn luyện                            |                              |               | Sailplane for special training                                                   |
| Không Lục quân | Ku-11    | Nihon            |                                                       | Máy bay vận tải                               |                              |               | Made of wood                                                                     |
| Không Lục quân | Ku-12    | Fukuda           |                                                       | Máy bay huấn luyện                            |                              |               | Two-seat secondary Tàu lượn                                                      |
| Không Lục quân |          | Rikugun          | Ta-gou Special Máy bay cường kích                     | Máy bay tấn công cảm tử                       |                              |               | "Ta" was start of "Takeyari" (Bamboo-spear).                                     |
| Không Lục quân |          | Koube            | Te-gou Observer                                       | Observation                                   |                              |               | Experimental Đối thủ cạnh tranh của chiếc Ka-go                                  |
| Không Lục quân | Ka 87    | Kawasaki         | Kiểu 87 Máy bay ném bom hạng nặng                     | Máy bay ném bom hạng nặng                     |                              |               | Dornier Do N                                                                     |
| Không Lục quân |          | Mitsubishi       | Mitsubishi Army Kiểu 87 Máy bay ném bom hạng nhẹ      | Máy bay ném bom hạng nhẹ                      |                              |               | Army version of Kiểu 13 Carrier Máy bay cường kích of IJN                        |
| Không Lục quân |          | Kawasaki         | Kiểu 88 Máy bay ném bom hạng nhẹ                      | Máy bay ném bom hạng nhẹ                      |                              |               | Kiểu 88 Recon. variant                                                           |
| Không Lục quân |          | Kawasaki         | Kiểu 88 Reconnaissance Aircraft                       | Recon.                                        |                              |               | Máy bay cánh kép                                                                 |
| Không Lục quân |          | Nakajima         | Kiểu 91 Máy bay chiến đấu                             | Máy bay chiến đấu                             |                              |               | Parasol                                                                          |
| Không Lục quân |          | Kawasaki         | Kiểu 92 Máy bay chiến đấu                             | Máy bay chiến đấu                             |                              |               | Máy bay cánh kép                                                                 |
| Không Lục quân | 2MR8     | Mitsubishi       | 九二式偵察機 – Mitsubishi Army Kiểu 92 Reconnaissance | Recon.                                        |                              |               | Parasol                                                                          |
| Không Lục quân |          | Fiat             | Kiểu I Máy bay ném bom hạng nặng                      | Máy bay ném bom hạng nặng                     |                              | RUTH          | Fiat BR.20 (Italy). Nearly 80 imported.                                          |
| Không Lục quân |          | Lockheed         | Kiểu LO Máy bay vận tải                               | Máy bay vận tải                               |                              | THELMA (TOBY) | Lockheed 14WG-3 (USA).                                                           |
| Không Lục quân |          | Vultee           | Kiểu 98 Showa Máy bay ném bom hạng nhẹ                |                                               |                              | MILLIE        | Vultee V-11GB1                                                                   |
| Không Lục quân |          | Heinkel          | Kiểu 98 Medium Máy bay ném bom                        |                                               |                              | BESS          | Heinkel He 111                                                                   |
| Không Lục quân |          | Focke-Wulf       |                                                       |                                               |                              | FRED          | Focke-Wulf Fw 190A-5                                                             |
| Không Lục quân |          | Focke-Wulf       |                                                       |                                               |                              | TRUDY         | Focke-Wulf Fw 200K Kurier                                                        |
| Không Lục quân |          | Junkers          |                                                       |                                               |                              | IRENE         | Junkers Ju 87A-1                                                                 |
| Không Lục quân |          | Junkers          |                                                       |                                               |                              | JANICE        | Junkers Ju 88A-4                                                                 |
| Không Lục quân |          | Junkers          |                                                       |                                               |                              | TRIXIE        | Junkers Ju 52/3m                                                                 |
| Không Lục quân |          | Messerschmitt    |                                                       |                                               |                              | DOC           | Messerschmitt Bf 110                                                             |
| Không Lục quân |          | Messerschmitt    |                                                       |                                               |                              | TRIXIE        | Messerschmitt Bf 109E                                                            |
| Không Lục quân |          | Nakajima         | Kiểu 97 Máy bay chiến đấu?                            |                                               |                              | CLINT         | Định danh sai                                                                    |
| Không Lục quân |          | Nakajima         | Kiểu 1 Máy bay ném bom hạng nhẹ?                      |                                               |                              | JOYCE         | Định danh sai                                                                    |
| Không Lục quân |          | Kawasaki         | Kiểu 1 Single Seat Máy bay chiến đấu?                 |                                               |                              | JIM           | Định danh sai                                                                    |
| Không Lục quân |          | Kawasaki         | Kiểu 97 Medium Máy bay ném bom?                       |                                               |                              | JULIA         | Định danh sai                                                                    |
| Không Lục quân |          | Mitsubishi       | Kiểu 97 Máy bay chiến đấu                             |                                               |                              | ABDUL         | Fictitious version of Kiểu 96 A5M 'Claude' with retractable landing gear.        |
| Không Lục quân |          | Mitsubishi       | Kiểu 97 Máy bay ném bom hạng nhẹ Darai 108            |                                               |                              | NORMA         | Định danh sai của chiếc Bennett BTC-1 của Mỹ                                     |
| Không Lục quân |          | Mitsubishi       | Kiểu 0 Single Seat Twin Engined Máy bay chiến đấu     |                                               |                              | HARRY         | Similar to Fokker D.XXIII; (originally code-named 'Frank.')                      |
| Không Lục quân |          | Mitsubishi       | Kiểu 0 Medium Máy bay ném bom?                        |                                               |                              | GWEN          | Định danh sai                                                                    |
| Không Lục quân |          |                  | Medium Máy bay ném bom (short nose)                   |                                               |                              | DORIS         | Định danh sai of NICK, LILY or HICKORY                                           |
| Không Lục quân |          |                  | Medium Máy bay ném bom                                |                                               |                              | MAISIE        | Định danh sai                                                                    |
| Không Lục quân |          | Nakajima         | Nakajima/Douglas DC-2 Máy bay vận tải                 |                                               |                              | TESS          | Six DC-2 aircraft imported from the USA                                          |
| Không Lục quân |          | Nakajima         | Kiểu AT-27 twin-engine Máy bay chiến đấu              |                                               |                              | GUS           | fictional aircraft from magazine                                                 |
| Không Lục quân |          | Mitsubishi       | Ohtori                                                |                                               | 鳳 Ohtori - Phoenix          | EVE           | Civilian Máy bay vận tải derived from Mitsubishi Ki-2-ii                         |
| Không Lục quân |          | Kawanishi        | Máy bay tấn công biệt của Hải quân Baika              |                                               | 梅花 Baika – Đào Nhật        |               | unbuilt pulsejet kamikaze project                                                |
| Không Hải quân |          | Mitsubishi       |                                                       |                                               | 靖国 Yasukuni –              |               | Ki-67-I transferred to Navy as torpedo Máy bay ném bom                           |
| Không Hải quân |          | Mizuno           | Tàu lượn tấn công biệt của Hải quân Shinryu           |                                               | 神龍 Shinryu - Divine Dragon |               | Dự án tàu lượn đánh chặn cảm tử. Chỉ tồn tại ở dạng dự án                        |
| Không Hải quân |          | Nakajima         | Máy bay tấn công biệt của Hải quân Kikka              |                                               | 橘花 Kikka – Orange blossom  |               | Còn được biết với tên gọi 皇国二号兵器 – Kōkoku Nigō Heiki – Vũ khí Đế quốc số 2 |
| Không Hải quân |          | Nakajima         | Máy bay tấn công biệt của Hải quân Toka               |                                               | トカ Toka - Wisteria Blossom |               | Phiên Hải quân của chiếc Ki-115                                                  |

## Ngoài ra
- Hệ thống nhận diện động cơ của Nhật
- Hệ thống đặt tên máy bay quân sự của Anh Quốc
- Hệ thống đặt tên RLM (Đức quốc xã)
- Mark (Hệ thống đặt tên)
- Kiểu (Hệ thống đặt tên)
- Mã hiệu của phe Đồng Minh cho máy bay Nhật